# Arquitectura mogola

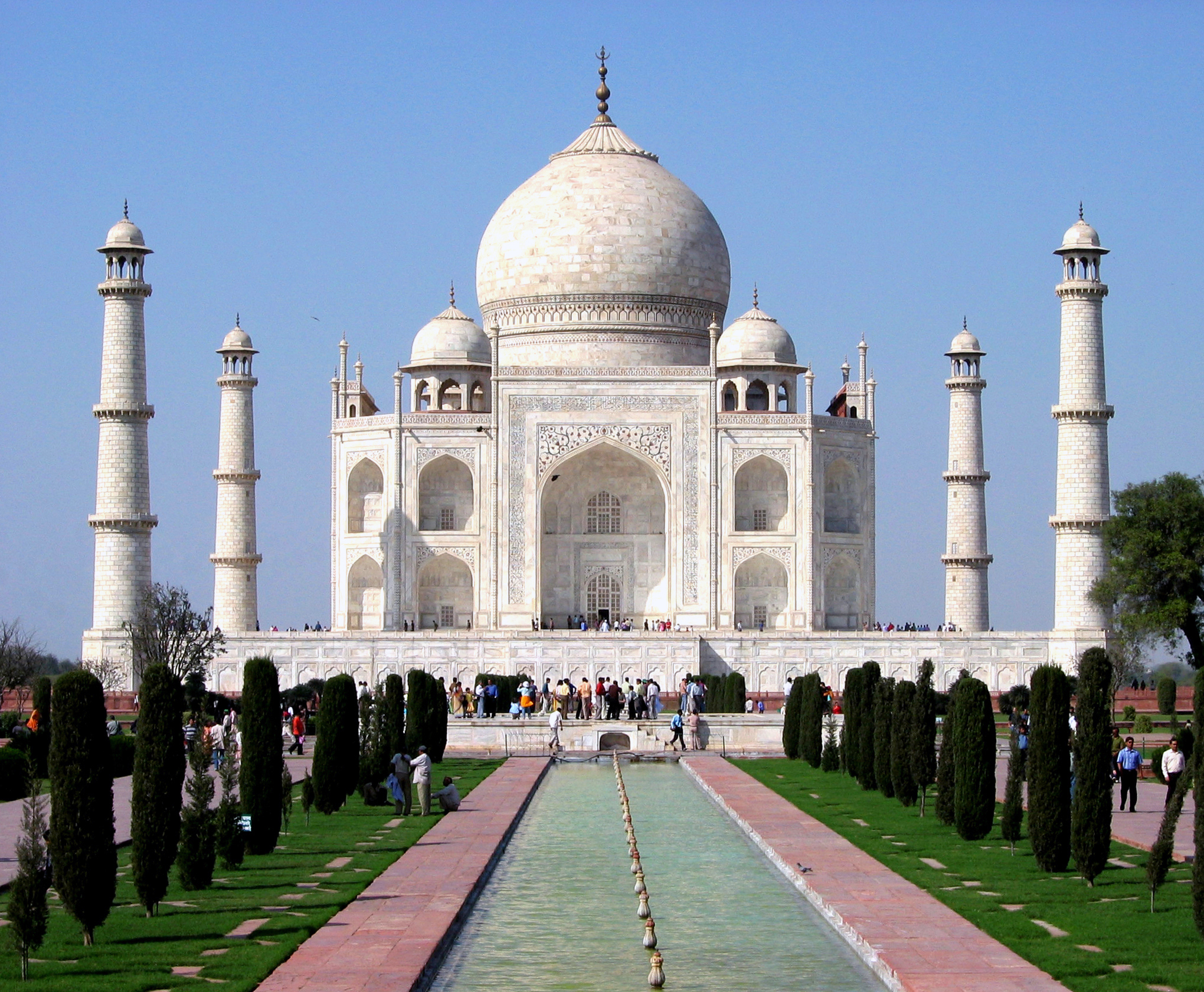
El Taj Mahal (1632-1654) en Agra, construido por Sha Jahan como mausoleo en mármol para su esposa, culmen de la arquitectura mogola en la India, y uno de los edificios más reconocibles del mundo.

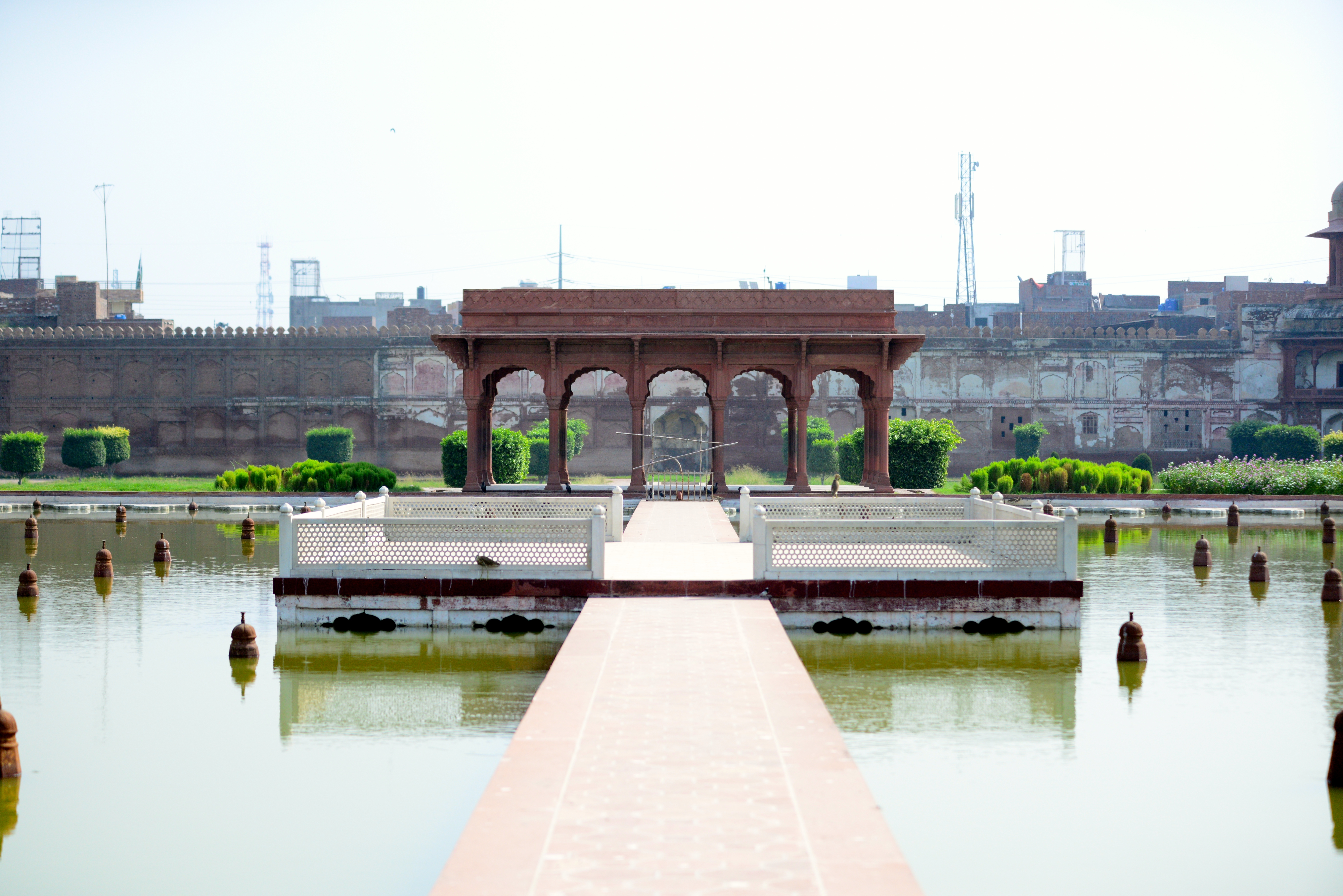
Vista de un pabellón en los jardines de Shalimar, Lahore.

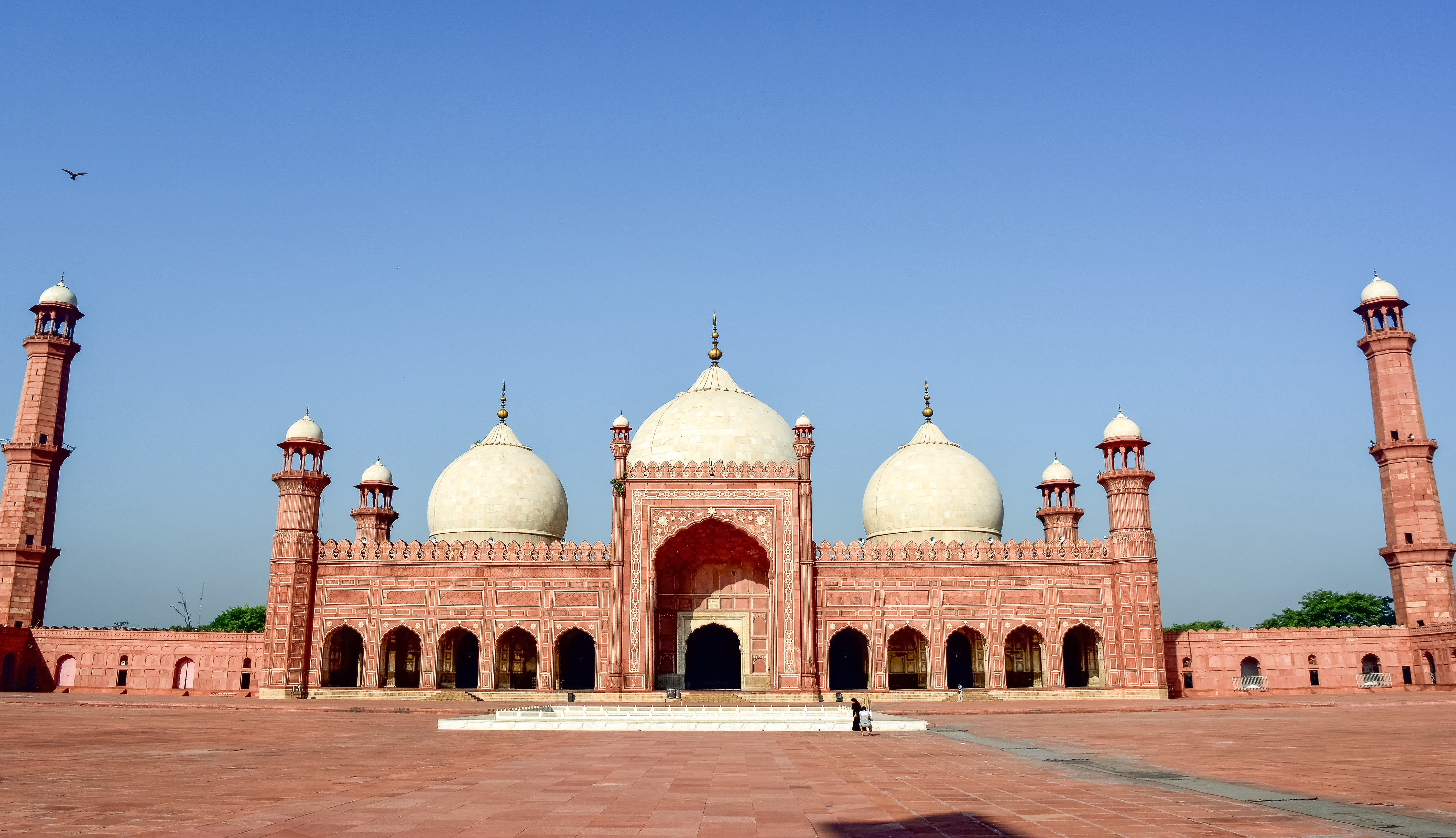
La mezquita Badshahi (1673-1674), literalmente la 'mezquita real', construida por Aurangzeb en Lahore (Pakistán), residencia ocasional de los gobernantes mogoles, ejemplo de la última época mogol

La arquitectura mogol(a) hace referencia al estilo arquitectónico indoislámico más famoso que se desarrolló en el imperio mogol (1526-1857) en toda la extensión siempre cambiante de su imperio a partir de la India medieval. Continuando las tradiciones iraníes y locales anteriores, alcanzó una perfección excepcional enriqueciéndolas con elementos europeos y otros completamente nuevos, logrando una amalgama de arquitectura islámica, persa, turca e india. 
La dinastía mogol se estableció en la región en 1526 después de la victoria de Babur en Panipat frente al sultanato de Delhi de la dinastía Lodi. Durante su reinado de cinco años, Babur puso mucho interés en la erección de nuevos edificios, aunque pocos han sobrevivido, entre ellos el Bagh-e Babur en Kabul. Su nieto Akbar (r. 1556-1605) también construyó mucho y eso favoreció que el estilo se desarrollase plenamente durante su reinado. Entre sus logros están la tumba de Humayun (para su padre), el fuerte de Agra (1565-1574) —con una puerta que muestra influencias externas, exhibiendo el grifo asirio, elefantes indios y pájaros—, la fortaleza-ciudad real de Fatehpur Sikri (a unos 40 km al oeste de Agra) y el Buland Darwaza. El hijo de Akbar, Jahangir (1605-1627) encargó los jardines de Shalimar en Cachemira.
La arquitectura mogol alcanzó su cenit durante el reinado de Shah Jahan (r. 1627-1658), quien construyó la Jama Masjid, el fuerte rojo de Delhi, los jardines de Shalimar en Lahore y el monumento mogol más famoso, el Taj Mahal en Agra, construido como tumba para su reina Mumtaz Mahal muerta en 1631 y considerado una de las maravillas del mundo. Las ideas y temas principales de las tumbas de jardín ya habían sido explorados por emperadores mogoles anteriores y esta fue la culminación de todos esos trabajos anteriores, una tumba blanca de 171 m que se eleva sobre un estanque reflectante. 
Aunque el hijo de Shah Jahan, Aurangzeb (r. 1658-1707) encargó edificios como la Badshahi Masjid, en Lahore y Bibi Ka Maqbara en Aurangabad, su reinado correspondió con el declinar de la arquitectura mogol y del propio Imperio. A finales del siglo XVIII, el estilo efectivamente había terminado. Sin embargo, en ese momento los gobernantes de los estados principescos y otras personas ricas de todas las religiones habían adoptado ampliamente versiones del estilo mogol, a menudo llamado «post-mogol», para sus palacios y, cuando correspondía, tumbas. Los patrocinadores hindúes a menudo mezclaban aspectos de la arquitectura de los templos hindúes y la arquitectura tradicional de los palacios hindúes con elementos mogoles y, más tarde, europeos.
Un aspecto importante de la arquitectura mogol es la naturaleza simétrica de los edificios y patios. Los edificios tienen un patrón uniforme de estructura y apariencia, incluyendo el uso de grandes cúpulas bulbosas, esbeltos minaretes en las esquinas, grandes salas, masivas puertas abovedadas y una delicada ornamentación. Sus gobernantes levantaron muchos mausoleos —con edificios monumentales rodeados de jardines en los cuatro lados, y delicados trabajos de ornamentación, incluidos trabajos decorativos de pachin kari y pantallas de celosía jali—, mezquitas, fuertes, jardines y ciudades, encontrándose aun hoy día buenos ejemplos en las actuales India, Afganistán, Bangladés y Pakistán.
Seis elementos de la arquitectura mogol han sido declarados por la Unesco Patrimonio de la humanidad: el fuerte y jardines de Shalimar en Lahore (1981), el fuerte de Agra y el Taj Mahal (1983), la capital Fatehpur Sikri (1988), la tumba de Humayun (1993) y el fuerte rojo de Delhi (2007). Otros cuatro han sido inscritos en las listas indicativas —paso previo para solicitar que sean incluidos en la lista del Patrimonio de la Humanidad— de dos países: Pakistán incluyó la Badshahi Masjid de Lahore (1983), el conjunto de las tumbas de Jahangir, Asif Khan y Akbari Sarai, en Lahore (1993) y la mezquita de Shah Jahan de Thatta (1993) e India incluyó los jardines mogoles de Cachemira (2010).

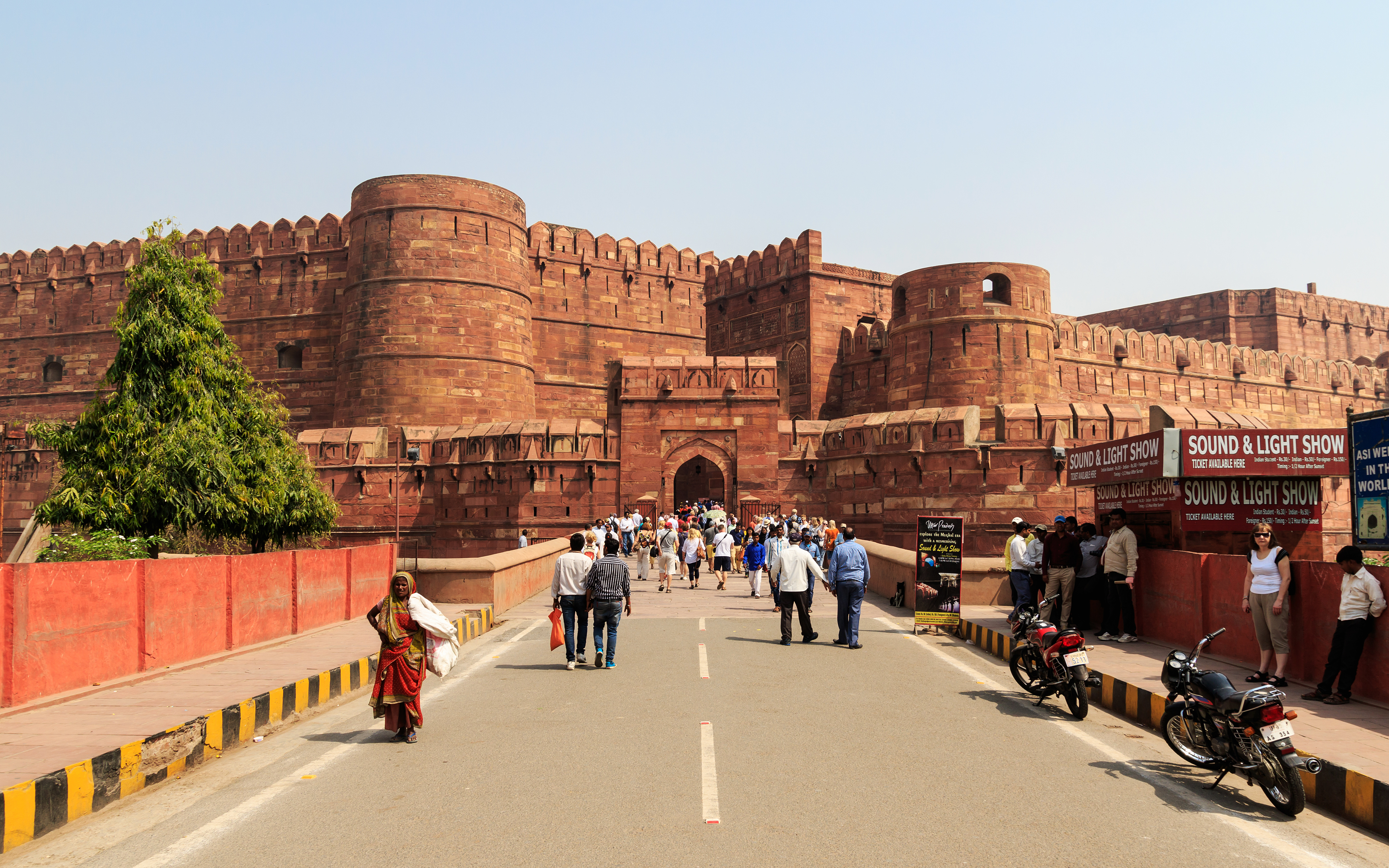
El fuerte de Agra (1565-1574), la fortaleza más importante de la India, donde vivieron y desde la que gobernaron los grandes emperadores Babur, Humayun, Akbar, Jahangir, Shah Jahan y Aurangzeb.
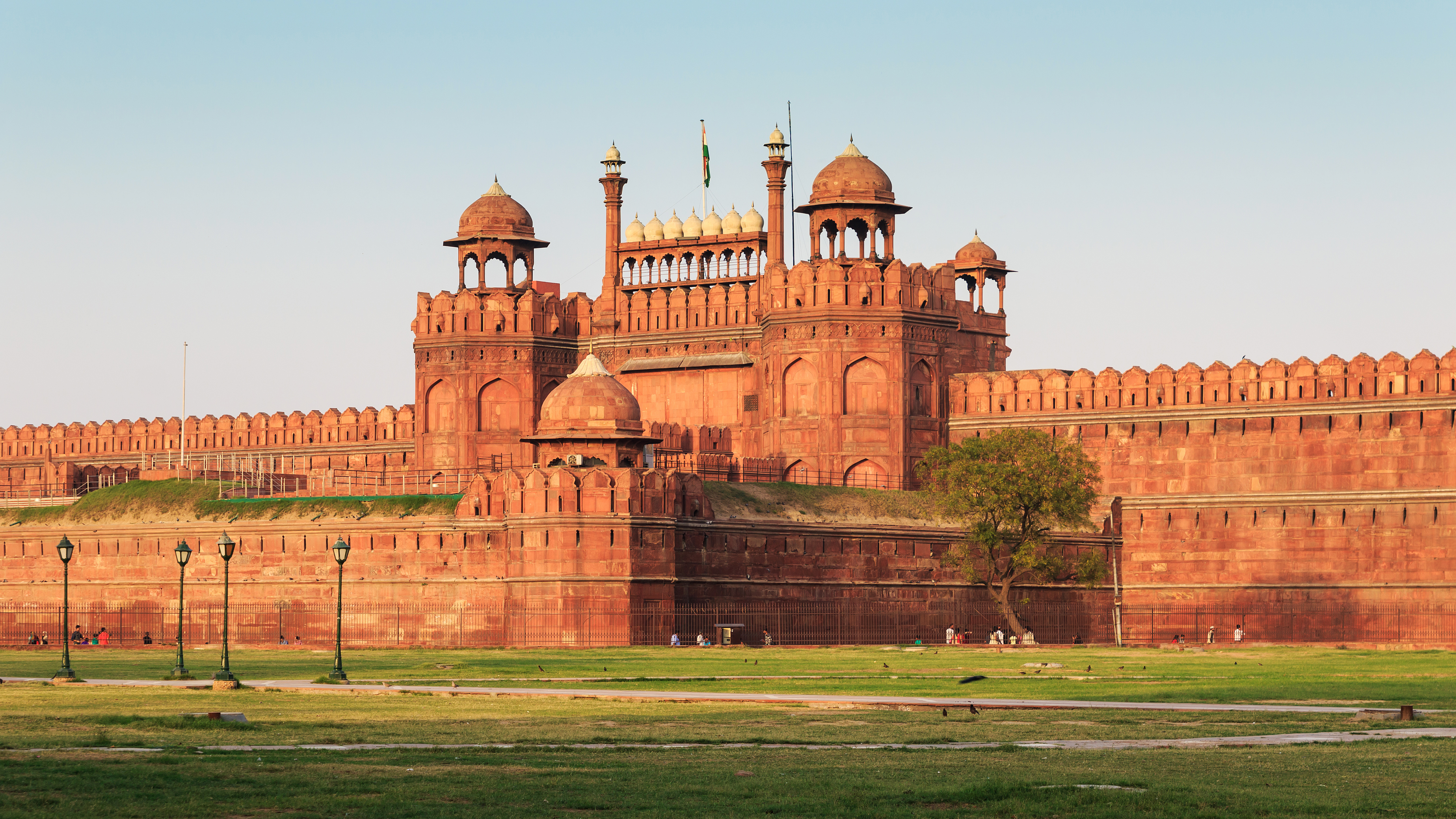
Puerta Lahori  del fuerte rojo de Delhi, construido durante el cenit del imperio bajo Sha Jahan y residencia principal de los emperadores mogoles durante casi 200 años, hasta 1856
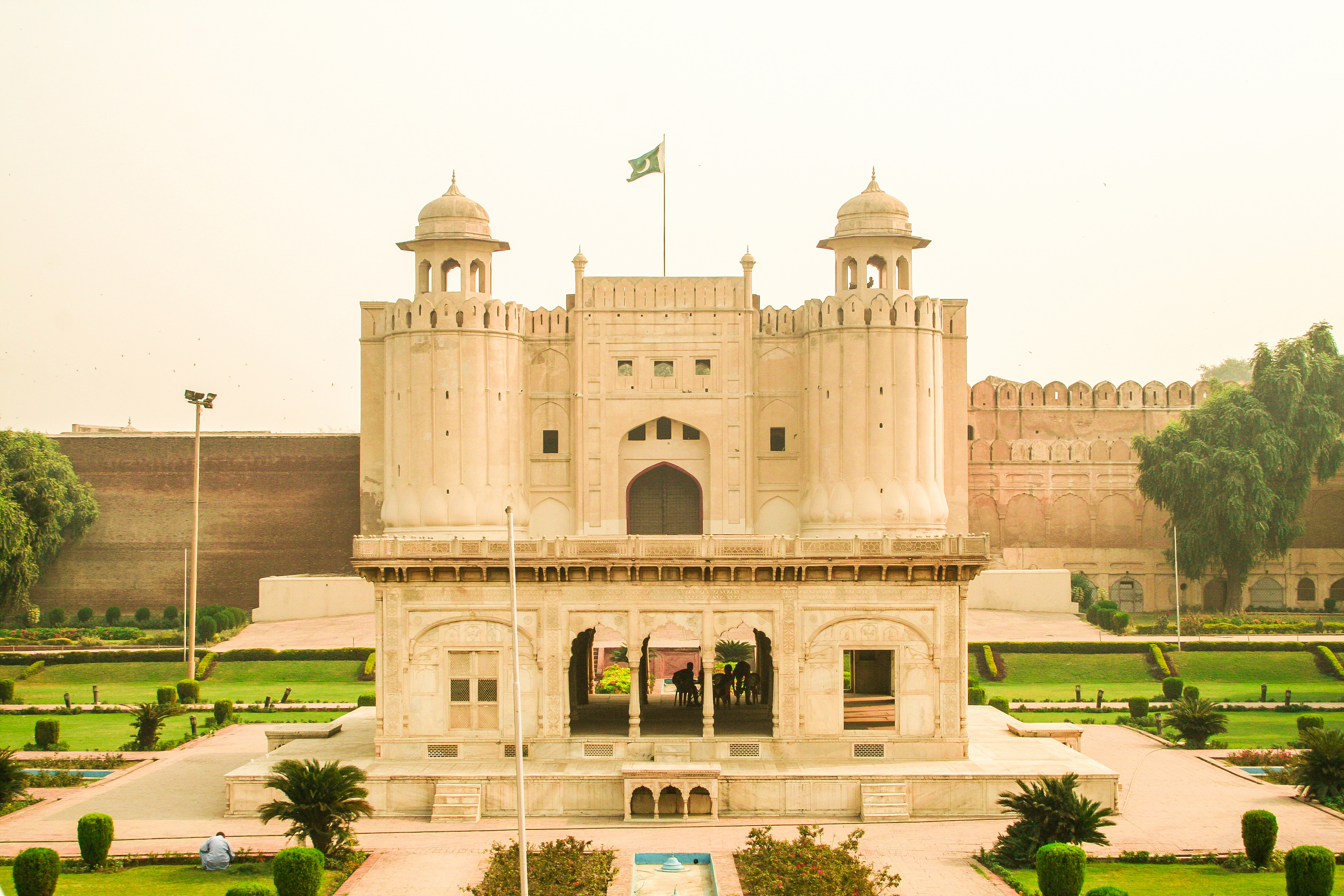
Puerta de Alamgiri del Fuerte de Lahore (siglos XVI y XVII)
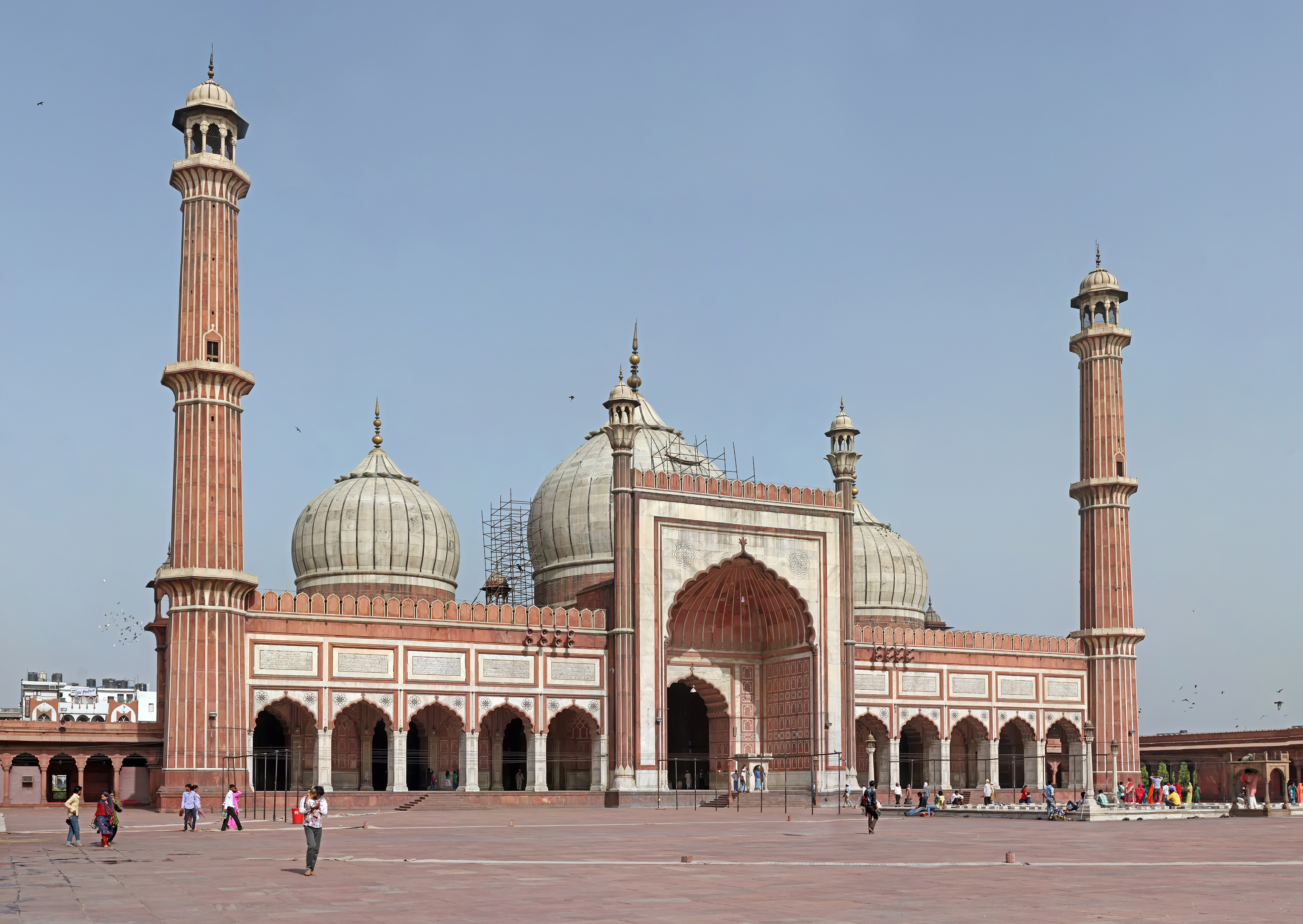
Mezquita Aljama de Delhi (1650-1656), la más grande de la India

Los grandes mausoleos mogoles
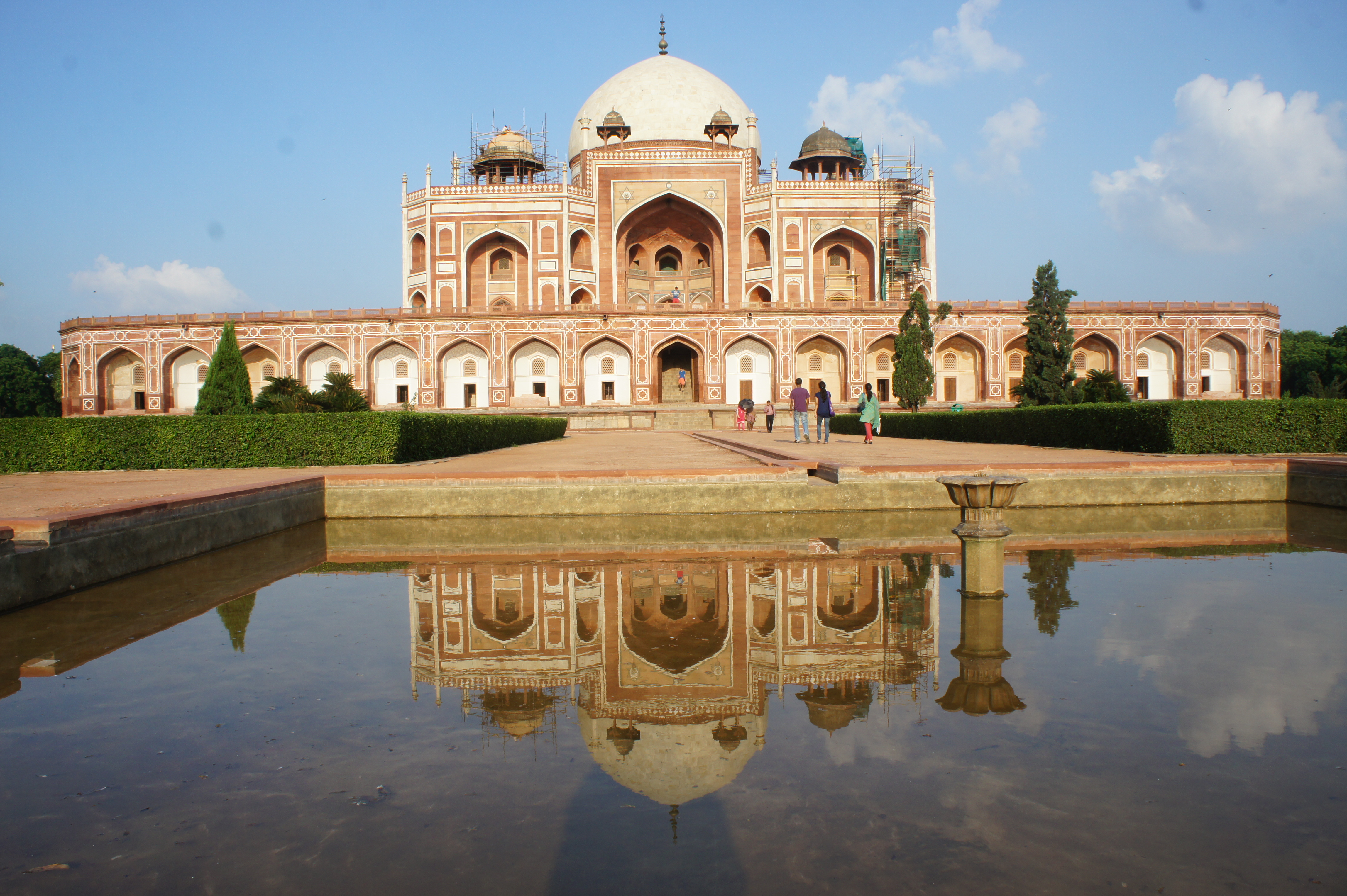
Tumba de Humayun (1569-1570), Delhi, la primera tumba imperial mogola
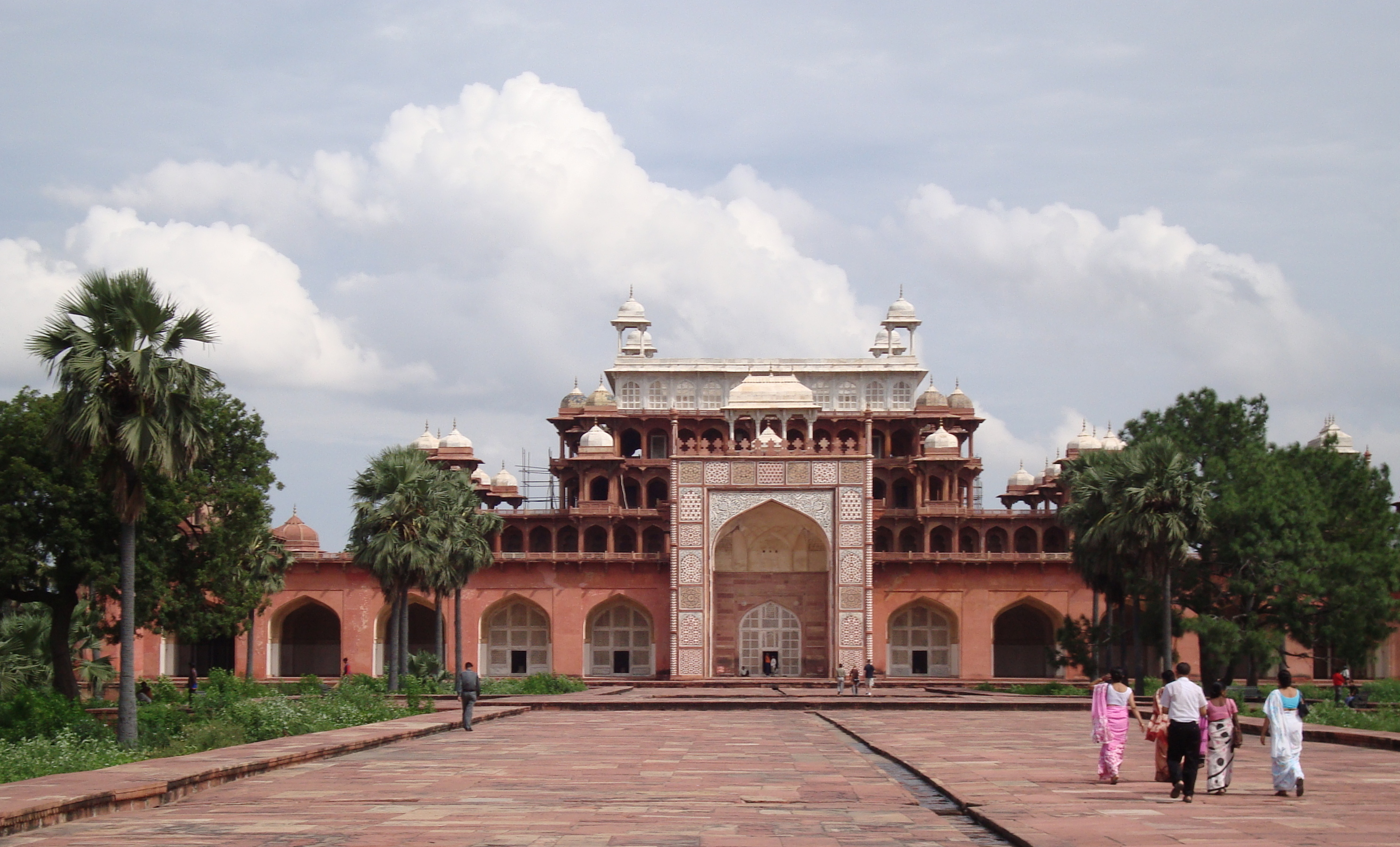
La tumba de Akbar (1605-1613), en Agra, utiliza arenisca roja y mármol blanco, como muchos de los monumentos mogoles.
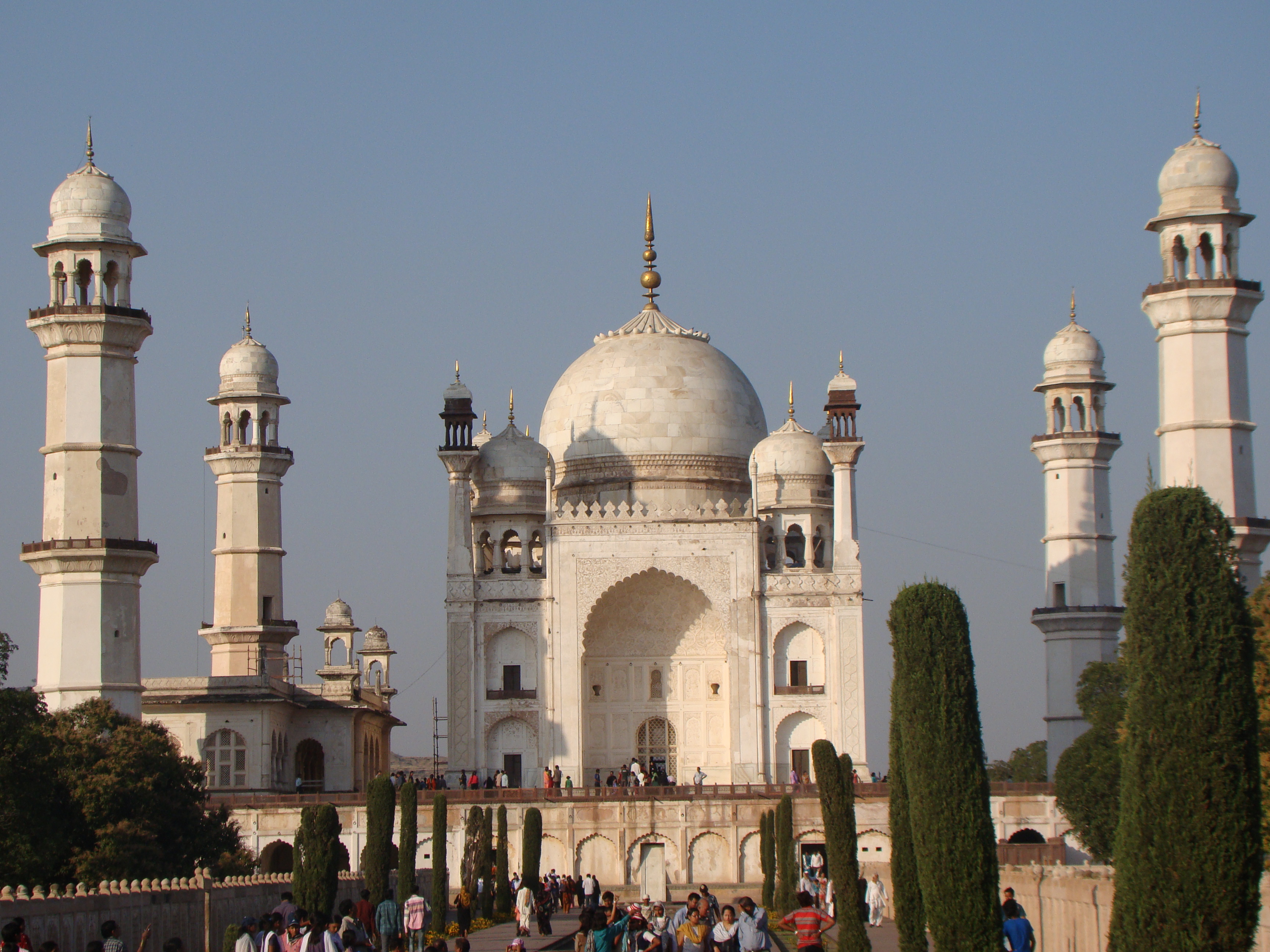
Bibi Ka Maqbara (1651-1661), tumba en Aurangabad construida por Azam Shah, hijo del emperador Aurangzeb, en memoria de su madre.
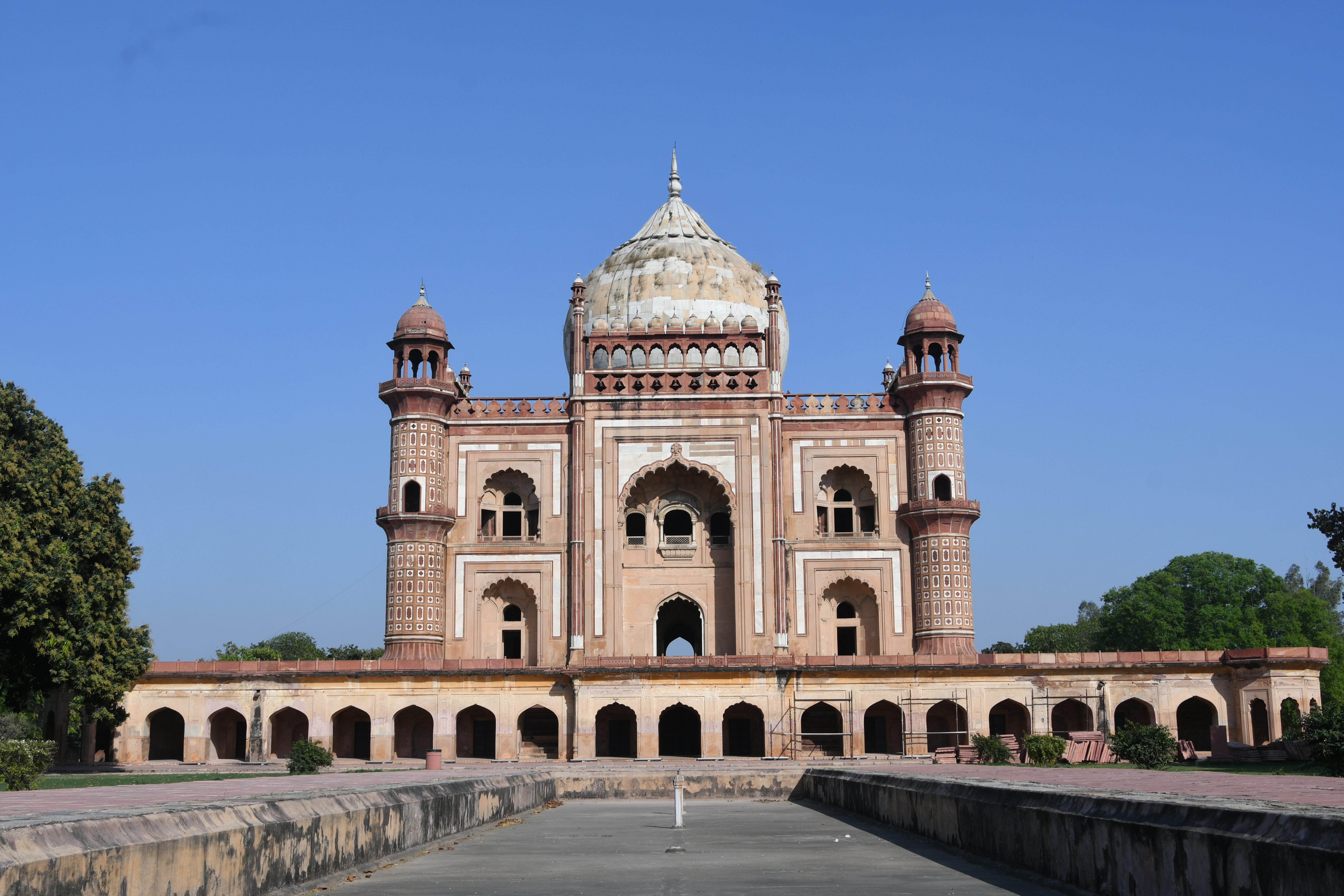
Tumba de Safdarjung (1753-1754),  mausoleo del nawab Safdar Jang, construido en Nueva Delhi en el estilo mogol tardío

| Destacados edificios de la época mogol | Destacados edificios de la época mogol | Destacados edificios de la época mogol | Destacados edificios de la época mogol                 |
| --- | --- | --- | ------------------------------------------------------ |
| India | Pakistán | Bangladés | Afganistán                                             |
| - Taj Mahal en Agra - Fuerte de Agra en Agra - Buland Darwaza en Agra - Tumba de Akbar en Sikandra - Tumba de Mariam-uz-Zamani en Sikandra - Tumba de Humayun en Delhi - Jama Masjid en Delhi - Fuerte rojo de Delhi - Sunder Nursery en Delhi - Purana Qila en Delhi - Sher Mandal en Delhi - Jardines de Pinjore en Pinjore - Shalimar Bagh en Srinagar - Nishat Bagh en Srinagar - Chasma Shahi en Srinagar - Pari Mahal en Srinagar - Jardines Verinag en Srinagar - Fuerte de Allahabad en Prayagraj - Puente Shahi en Jaunpur - Bibi Ka Maqbara en Aurangabad - Kos Minar en Haryana - Baoli Ghaus Ali Shah en Farrukhnagar | - Badshahi Masjid en Lahore - Jardines de Shalimar en Lahore - Fuerte de Lahore en Lahore - Shahi Hammam en Lahore - Mezquita Wazir Khan en Lahore - Tumba de Jahangir en Lahore - Tumba de Anarkali en Lahore - Tumba de Nur Jahan en Lahore - Tumba de Asif Khan en Lahore - Mezquita Begum Shahi en Lahore - Akbari Sarai en Lahore - Hiran Minar en Sheikhpura - Mezquita Mahabat Khan en Peshawar - Mezquita Shahi Eid Gah en Multan - Mausoleo de Masum Shah en Sukkur - Losar Baoli en Taxila - Makli Necropolis en Thatta - Mezquita Shah Jahan en Thatta | - Mughal Eidgah en Dhaka - Fuerte de Lalbagh en Dhaka - Shahi Eidgah en Sylhet - Mughal Tahakhana en Chapai Nawabganj - Mezquita Sat Gambuj en Dhaka - Masjid-e-Siraj ud-Daulah en Chittagong - Allakuri Masjid en Dhaka - Chawkbazar Shahi Masjid en Dhaka - Laldighi Masjid en Rangpur - Khan Mohammad Mridha Masjid en Dhaka - Wali Khan Masjid en Chittagong - Shaista Khan Masjid, in Dhaka - Musa Khan Masjid, in Dhaka - Shahbaz Khan Masjid, in Dhaka - Kartalab Khan Masjid en Dhaka - Azimpur Masjid en Dhaka - Goaldi Masjid en Sonargaon - Atia Masjid en Tangail - Arifail Masjid en Brahmanbaria - Bazra Shahi Masjid en Noakhali - Masjid Kur en Khulna - Nayabad Masjid en Dinajpur - Ghayebi Dighi Masjid en Sylhet - Hussaini Dalan en Dhaka - Bara Katra en Dhaka - Fuerte de Hajiganj en Narayanganj - Fuerte de Idrakpur en Munshiganj - Choto Katra en Dhaka - Fuerte de Sonakanda en Narayanganj | - Bagh-e-Babur en Kabul - Mezquita Shahjahani en Kabul |

Vista de la fortaleza-ciudad real de Fatehpur Sikri (1569-1574)

## Los logros de la arquitectura premogola
Los mogoles retomaron durante su imperio varios elementos arquitectónicos que ya se utilizaban en la arquitectura india antes de su llegada, en particular:
- el uso de la piedra arenisca roja y del mármol blanco como materiales de los grandes edificios;
- la fórmula de sala bajo una cúpula con un iwán adjunto, que venía de Irán, así como el pishtâk;
- las plataformas o plintos para elevar algunos edificios, característica que llegó de la arquitectura hindú, así como la planta estándar de la mezquita en torno a un gran patio, con una sala de oración alargada de una sola nave dividida en varios espacios abovedados bajo cúpula;
- las chhatris, pequeños quioscos abiertos coronados por una cúpula;
- las celosías cerrando las ventanas;
- las chajjâ, marquesinas que descansaban sobre ménsulas para proteger del sol o la lluvia;
- los jharokhâ o ventanas de apariencia, que como su nombre indica, eran ventanas u otros marcos arquitectónicos que permitían las apariciones oficiales de los gobernantes;
- la decoración de azulejos de cerámica, procedentes tanto de la tradición rajput como de la islámica;
- algunos motivos decorativos, como el de la estrella de seis puntas, por ejemplo, de influencia timúrida.

## La arquitectura en los reinados de Babur (r. 1526-1530) y Humayun (r. 1530-1540, y después 1555-1556)
Los testimonios de este período que han llegado a nuestros días son poco numerosos, pero sin embargo, dignos de interés.
Babur fue el primer gobernante mogol en la India. Descendía de Tamerlán, por línea paterna, y de Gengis Kan, por línea materna, y tenía una buena educación turco chahatagai, conociendo bien las tradiciones persas. Tenía ambiciones artísticas, y como refleja su Autobiografía, le interesaban mucho la arquitectura, la literatura y la jardinería. Es considerado la persona que introdujo en la India la disposición de los jardines en chahar bagh ('cuatro jardines'), es decir, jardines cuatripartitos dividido en cuatro según dos ejes principales perpendiculares. Sin embargo, no se conserva ningún edificio que pueda estar relacionado con su mecenazgo.

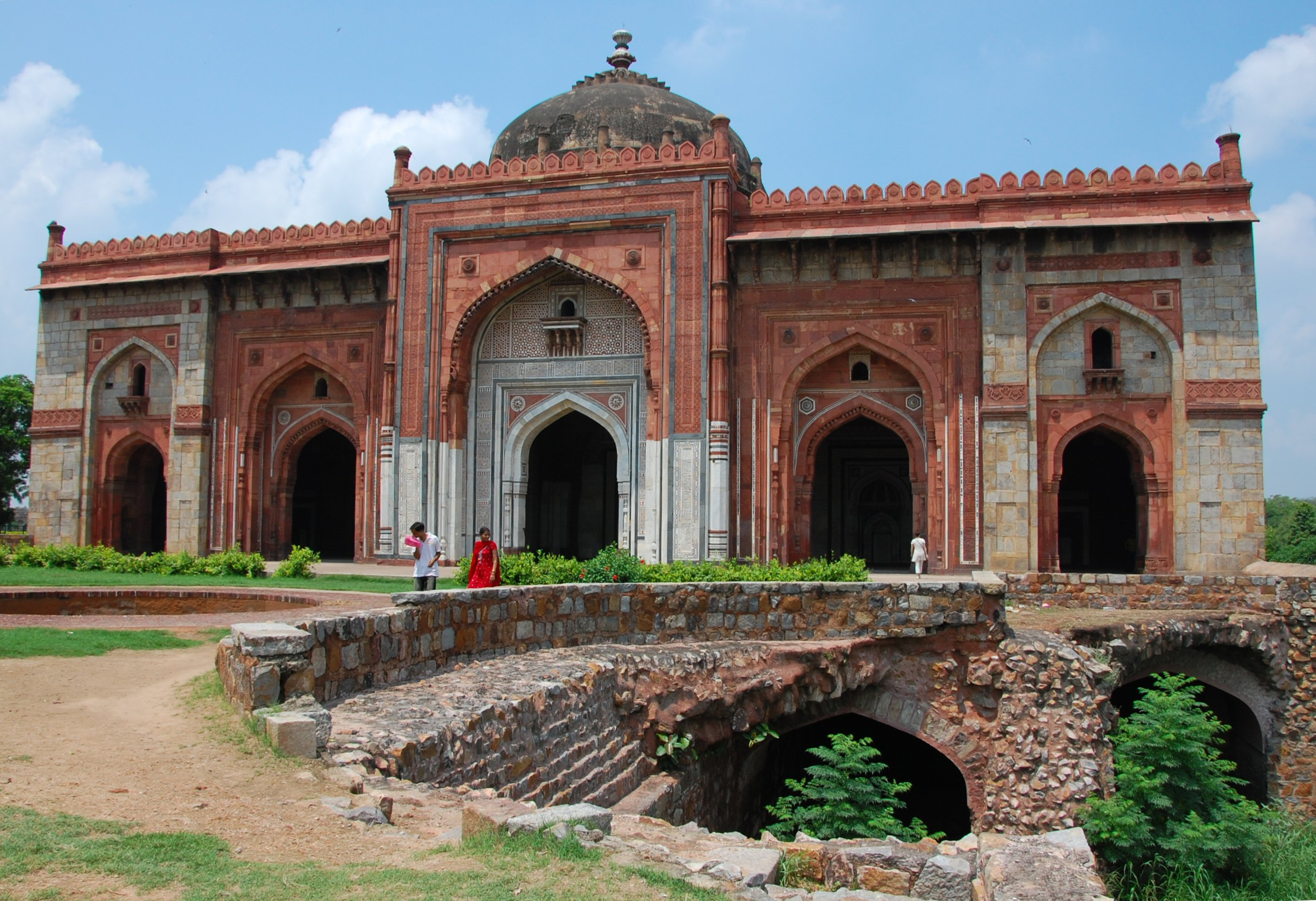
Después de que Sher Shah Suri destronase a Humayun, ocupó Purana Qila y se construyó para su uso privado, la mezquita de Qala-i Kunah

Humayun, su infortunado hijo que debió exilarse tras diez años de gobierno, se piensa que habría proyectado su nueva capital en Delhi, iniciando la fortaleza de Din Panah en 1533. Su patrocinio puede haberse extendido a otros edificios, pero es difícil distinguirlos de los encomendados por su sucesor, Shir Shah, el fundador del imperio suri. Se cree que fue este último quien hizo fortificar el Purana Qal'a ('viejo fuerte) de la fortaleza de Din Panah, a la que también habría agregado una mezquita para su uso privado, la mezquita de Qala-i Kunah, que se convirtió en un «símbolo de su aspiración real» y se cree que fue construida ca. 1541. Se observa ya la presencia en esos monumentos de una decoración de estrellas de seis brazos, pero sus características son todavía bastante premogolas. Así, la mezquita combina rasgos lodis (planta de una única ala, mezcla de la piedra arenisca roja y del mármol blanco) e hindúes (balcones, ménsulas de líneas sinuosas, aleros planos). Shir Shah también encargó una tumba monumental en Bihar, construida entre 1538 y 1545: de grandes dimensiones (41,5 m de diámetro) se levantó sobre una planta octogonal, con tres plantas y rematada en las esquinas con chhatris.
Humayun, tras un largo exilio acompañado por su esposa Bega Begum en que residió en Isfahán, Tabriz y Herat, logró recuperar el imperio en 1555 tras el colapso de los suries, aunque falleció un año más tarde a consecuencia de una caída, siendo sucedido por su hijo que tenía doce años.

## El reinado de Akbar el Grande (1556-1605)

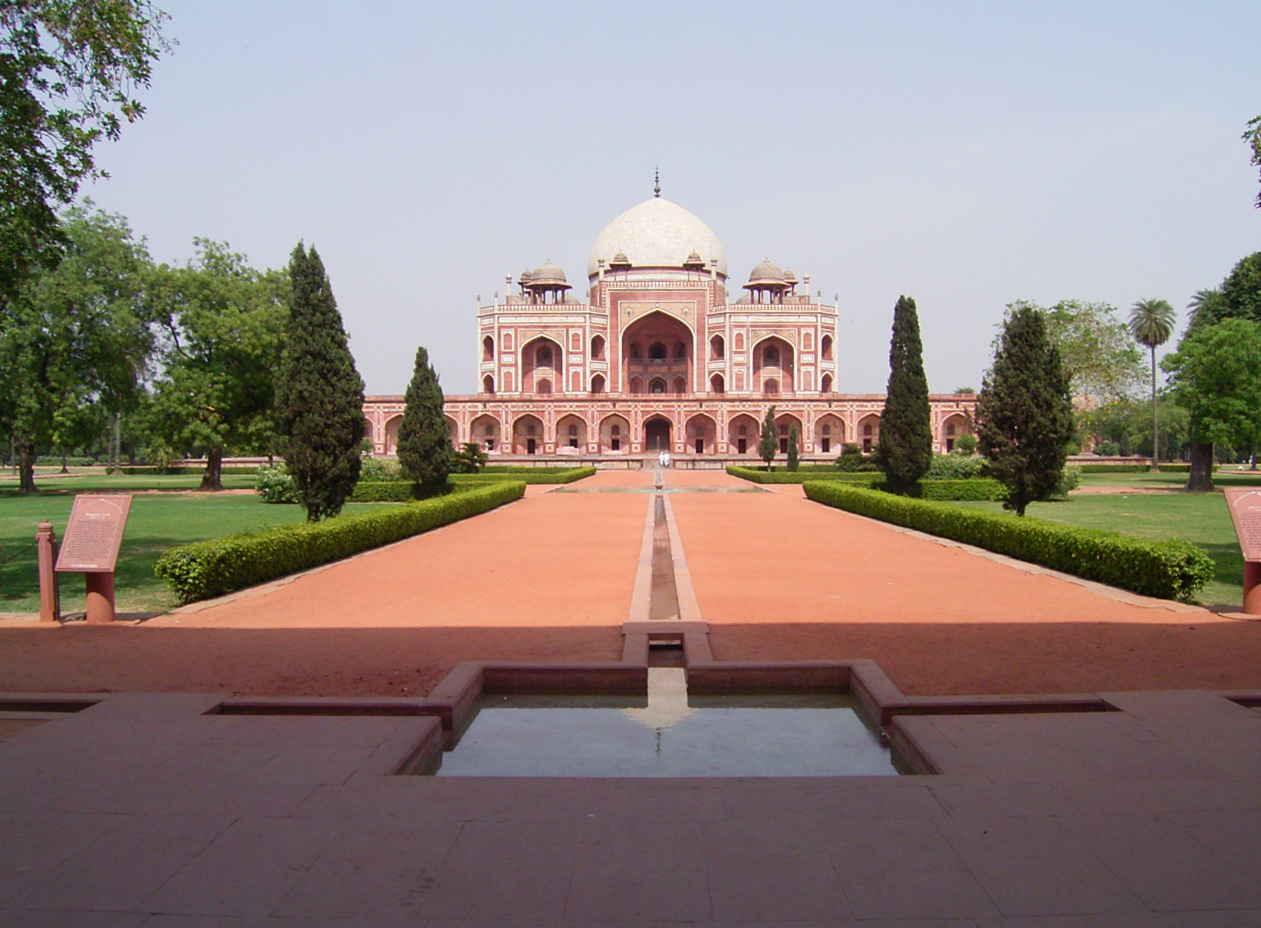
La tumba de Humayun en Delhi

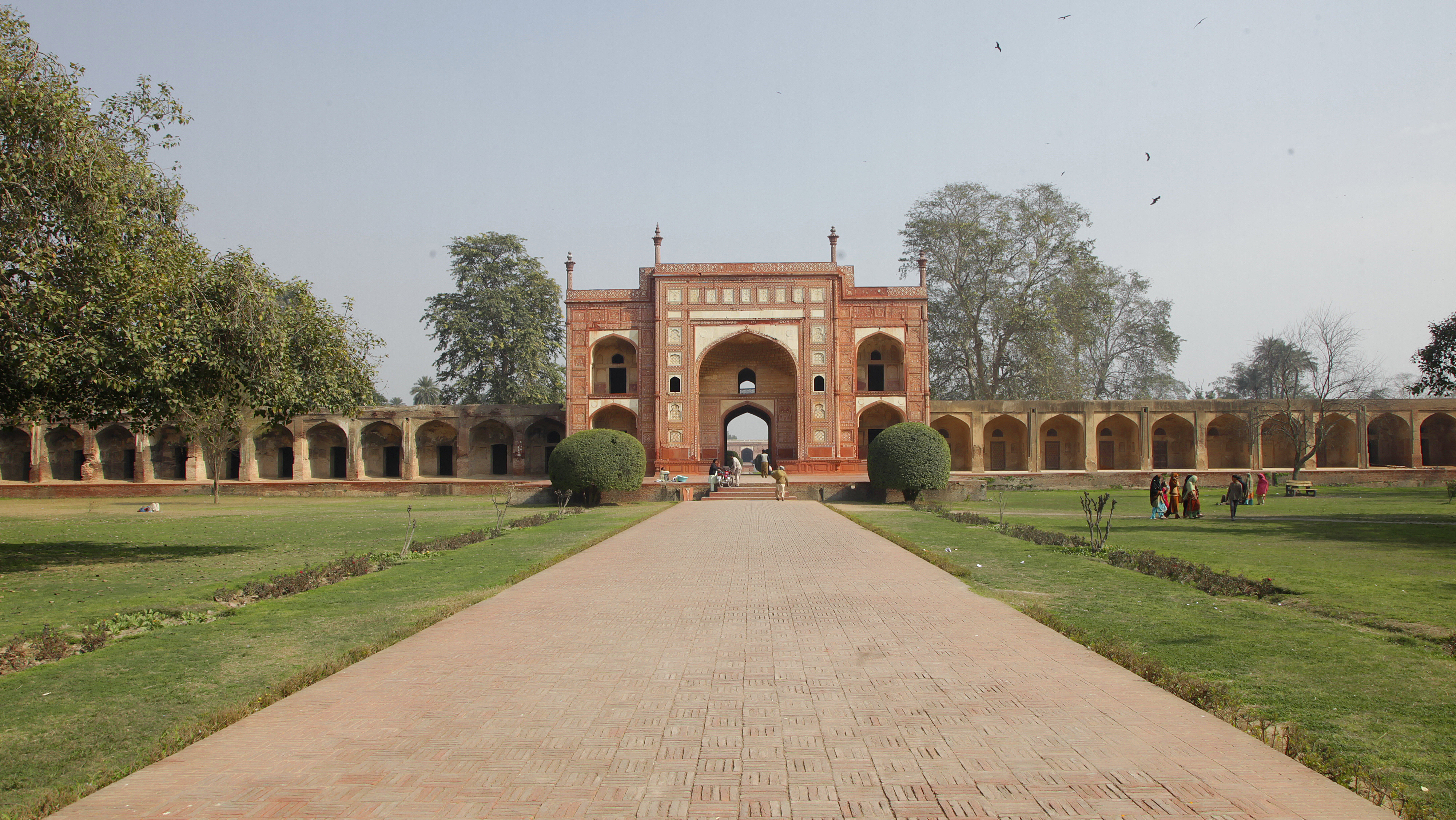
Akbari Sarai, el palacio de Akbar en Lahore

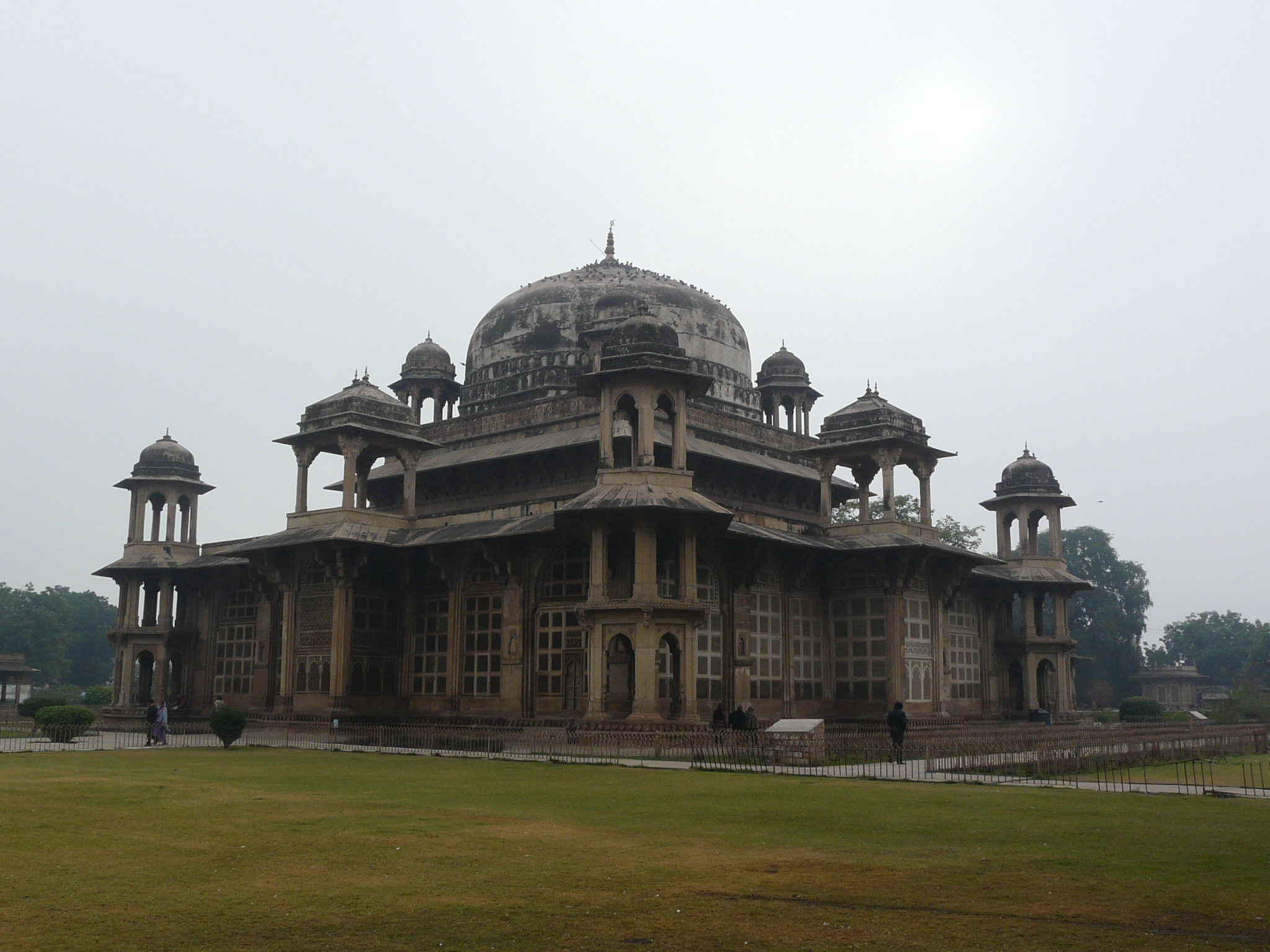
Tumba de Muhammad Ghaus —santo sufí y maestro de Humayun— en Gwalior, construida en la 2.ª mitad del XVI en el reinado de Akbar)

El primer gran monumento construido bajo el reinado de Akbar fue la tumba de su padre Humayun, construida por su viuda Bega Begum en Delhi en el centro de un gran jardín en chahar bagh, en el cruce de dos ejes principales. El emperador contaba solamente dieciséis años y no es probable que influyera en el proyecto. Este mausoleo fue el primero construido para un emperador mogol y el primer jardín-tumba del subcontinente indio. Está construido sobre una plataforma de 99 m de largo y 6,5 m de altura, rodeada por los típicos jardines mogoles. La edificación en sí tiene un total de 124 habitaciones abovedadas, donde luego fueron enterrados muchos príncipes y princesas mogolas desde el siglo XVI hasta el siglo XIX. Construido en piedra arenisca roja y mármol blanco, tiene una planta centralizada común entre los mogoles y en Irán, conocida como hasht bihisht ('ocho paraísos'), es decir, con ocho espacios alrededor de un noveno. La tumba tiene dos plantas y mezcla las influencias timúridas (iwanes, decoración de estrellas de seis brazos) y las hindúes (chhatris sobre los elementos laterales). Este tipo de mezcla fue habitual en el gobierno de Akbar, que ya había declarado su apertura de espíritu.
Mientras Delhi fue la capital de su predecesor, Akbar utilizó primero Agra (rebautizada temporalmente como Akbarabad, la 'ciudad de Akbar'), y después construyó una nueva ciudad ex nihilo, Fatehpur Sikri, a unos cuarenta kilómetros. La dejará en 1585 por Lahore, antes de regresar a Agra en 1598: cada uno de esos desplazamientos de la capital supuso una importante producción arquitectónica. Gran constructor, Akbar fue también patrocinador de fortalezas, palacios y residencias secundarias en muchas otras ciudades de su imperio. En Lahore construyó una mezquita en honor de Jodha Bai, su esposa.

### Agra

El fuerte Rojo de Agra

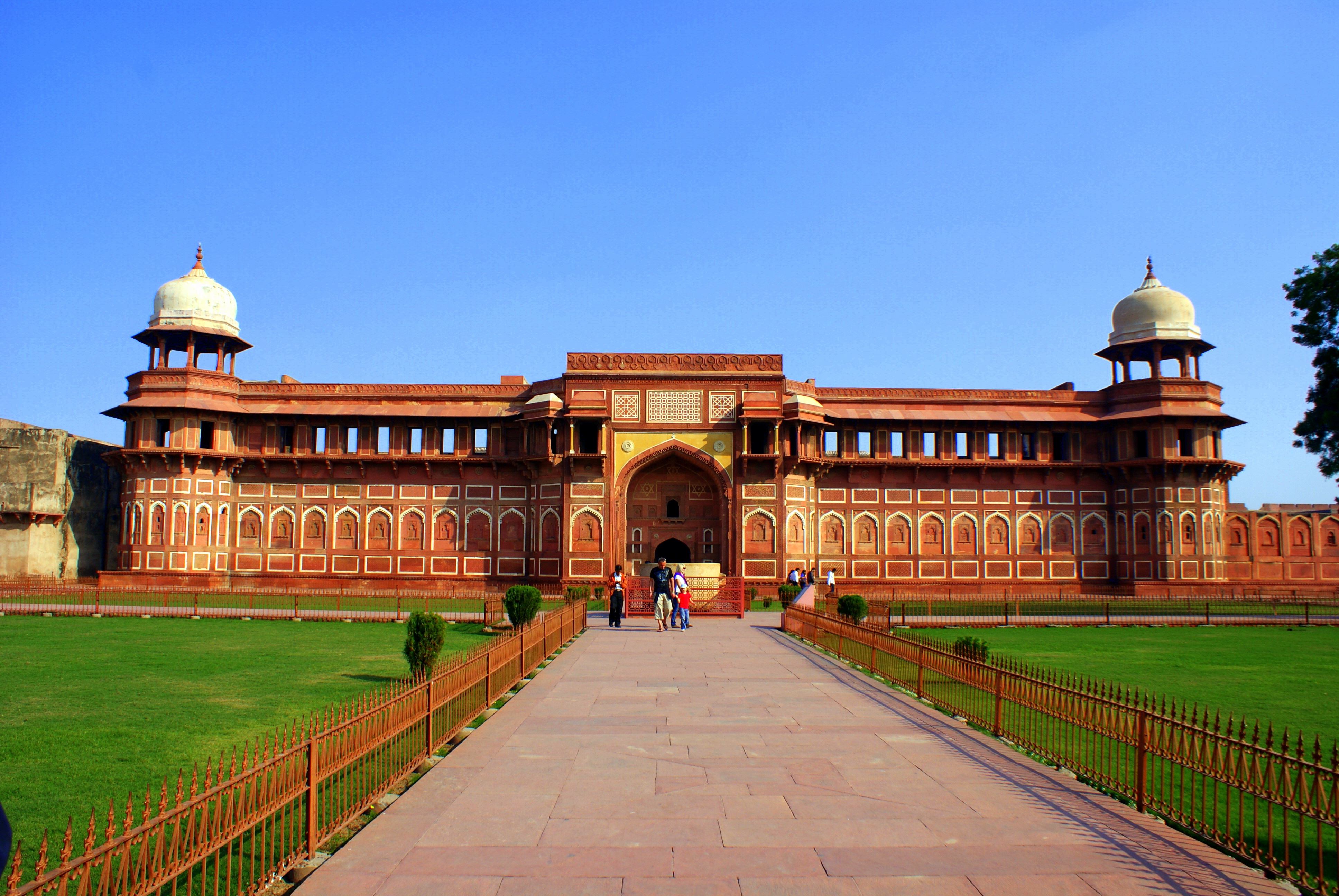
El Jahangiri Mahal, el edificio mogol más antiguo en el interior del fuerte de Agra.

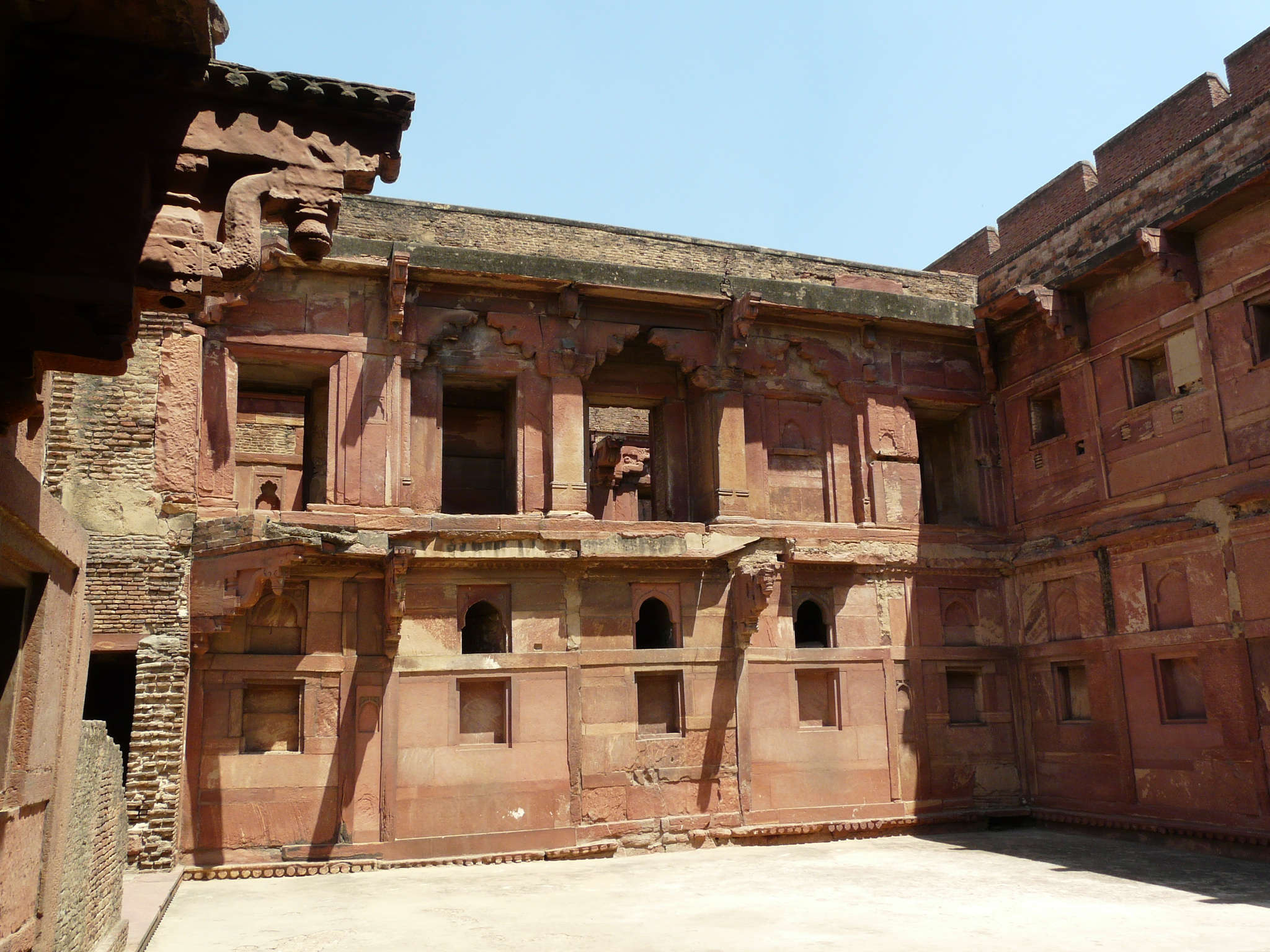
El Akbari Mahal, otro edificio de Akbar en Agra

La nueva capital mogola Agra está localizada a unos 200 km al sureste de Nueva Delhi en el actual estado de Uttar Pradesh, edificada a orillas del Yamuna, un importante afluente del Ganges y uno de los ríos indios más importantes. Cuando Akbar eligió la ciudad ya existía allí un fuerte, de planta irregular, más o menos semicircular, que había sido construido por Sikandar Lodi, sultán de Delhi, cuando fijó allí su capital en 1501-1504. El soberano mogol fue a establecerse allí y después procedió a acondicionarla y repararla. Comenzó en 1565 reemplazando los muros de ladrillo por una muralla de piedra arenisca roja, que se abre por la puerta de Amar Singh al oeste. Será dotada con una envoltura externa, como todo el recinto, en el reinado de Auwrangzeb, pero la puerta interior se conserva como la dejó Akbar, decorada con cerámicas esmaltadas de color azul. Una segunda puerta, la puerta de Delhi, rompía la muralla hacia el oeste.
Se construyeron muchos edificios en el recinto de la fortaleza, más de quinientos según Abu'l-Fazl, aunque la mayoría sufrieron severas destrucciones bajo el reinado de Shah Jahan. Sin embargo, el Jahangiri Mahal, el edificio principal del zanâna (o zenana), la parte reservada a las mujeres, parece haber sobrevivido. A pesar de su nombre, sería en realidad el edificio mogol más antiguo en el fuerte. Se organiza a partir de una plaza cuadrada alrededor de dos patios bordeados por pórticos, flanqueada por cuatro torres poligonales rematadas por chhatris en las esquinas. Una de las fachadas se asoma al río, mientras que la entrada se dispone en el lado opuesto. La decoración está tallada en relieve en la piedra arenisca y tiene incrustaciones de mármol blanco. Se encuentra aquí el gusto por la mezcla de influencias: mientras que las columnas de los pórticos evocan los talares —tronos persas— de Asia central, las ménsulas de perfil sinuoso y muy trabajadas son, evidentemente, un recuerdo de la India hindú premogola, y los motivos tallados en el estuco y la piedra derivan a su vez del estilo timúrida internacional.
Un segundo edificio de la fortaleza de Agra, el Akbari Mahal ('palacio de Akbar') es visiblemente también debido al patrocinio de Akbar. Organizado como el anterior alrededor de grandes patios centrales, fue destruido parcialmente, pero parece haber tenido las mismas características que el anterior.
La fortaleza de Agra fue inscrita en 1983 como patrimonio de la humanidad de la UNESCO.

### La nueva capital: Fatehpur Sikri

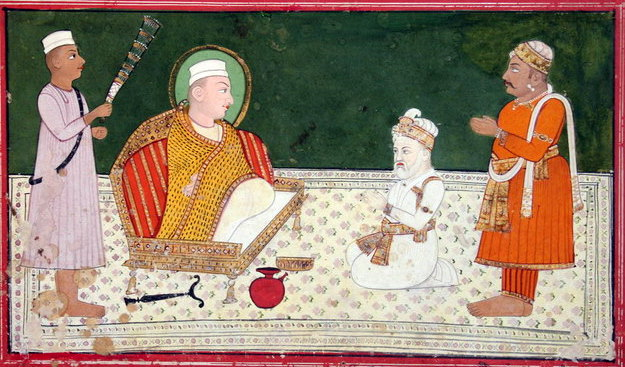
Salím Chishtí con el emperador Akbar

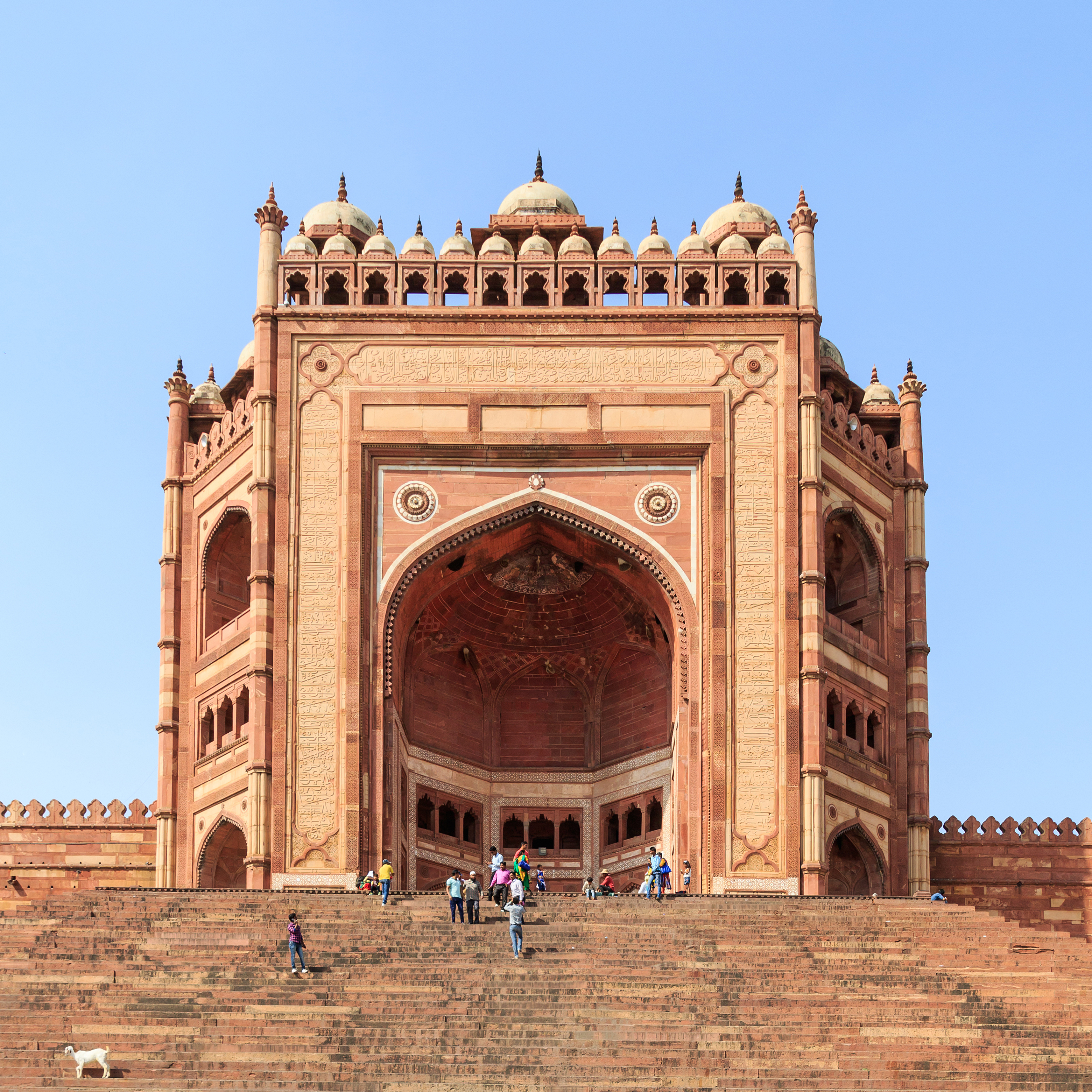
La puerta Buland Darwaza en Fatehpur Sikri

La implantación de la capital en Fathabad, «la ciudad de la victoria», que luego se convertirá en Fatehpur Sikri, tuvo lugar en 1571, después del éxito contra los sultanes del Guyarat. El lugar ya estaba habitado: allí se extraía la piedra arenisca, allí había instalado Babur sus jardines de la Victoria y allí había una mezquita y una pequeña residencia hechas por Humayun. También era el lugar donde vivía un místico, el jeque Salim Chishti (1479-1572), al que Akbar le gustaba visitar, especialmente durante las frecuentes peregrinaciones que hacía a la ciudad de Ajmer a la tumba de otro sufí, el sheij Mu'in al-Din Chishti (1141-1236). Chishti vivía en una caverna en la cresta de Sikri y el emperador había llegado allí para pedirle que orase por un heredero varón al trono. Chishti le bendijo y pronto tuvo el primero de sus tres hijos, al que llamó Selim en su honor (más tarde, el emperador Jahangir).
Además de poder honrar al sheij, también se piensa que Akbar buscaba desplazar la corte, con el fin de consolidar su poder, a un lugar algo alejado de Agra, unos 40 km al oeste, que seguía siendo la capital económica y política del país (especialmente la moneda siempre se acuñaba allí). En 1585, sintiéndose ya más seguro, la ciudad era menos necesaria, lo que explicaría que el soberano la abandonase.
El sitio fue construido sobre una meseta en torno a un gran lago, ahora desecado, y ya se han realizado excavaciones en unos cuarenta edificios. La ciudad, rodeada por una muralla, tenía una mezquita, un caravanserai, la tumba del sheij Salim Chishti, un bazar, tal vez una casa de moneda y varios edificios palaciegos (el diwan-i 'Am, el diwan-i Khass…).
La mezquita, que luego llegó a ser una de las mayores de la India, puede ser fechada en los años 1573-1574. Curiosamente, su entrada está orientada al oeste y no hacia la zona palaciega, lo que todavía no puede ser explicado por los estudiosos, aunque se han propuesto varias hipótesis. Se compone de un gran patio rectangular (95 x 118 m), rodeado de arcadas coronadas por pequeñas cúpulas. La fachada de la sala de oración está dividida por un gran iwan que lleva a un santuario bajo cúpula rodeado por dos pequeñas salas más, también bajo cúpula. En el eje de la puerta y de la cúpula principal, en el exterior, se encuentra la ermita de sheij Salim. Dos entradas monumentales conducen a la mezquita: la Badshahi Darvaza, o puerta imperial, que da acceso al palacio, y la Buland Darvaza, a la que se accede por una empinada escalera que presenta una planta en hasht bihisht.
Buland Darvaza, también conocida como la puerta de la Magnificencia, fue construida por Akbar en 1576 para conmemorar su victoria sobre el Guyarat y el Decán. Tiene 40 m de altura y unos 50 m desde el suelo (la altura total es de 54 m, ya que se accede a ella por 42 peldaños). Está hecha de piedra arenisca de color rojo y ocre, decorada por la talla e incrustación de mármoles blancos y negros. Una inscripción sobre la cara central está basada en el pensamiento cristiano (un consejo dado por Jesucristo), demostrando claramente la amplitud de miras religiosa de Akbar. Buland Darwaza domina el paisaje. El historiador `Abd al-Qadir Bada'uni escribió que era la puerta de entrada más alta en el Hindustán, desde ese momento hasta la actualidad.

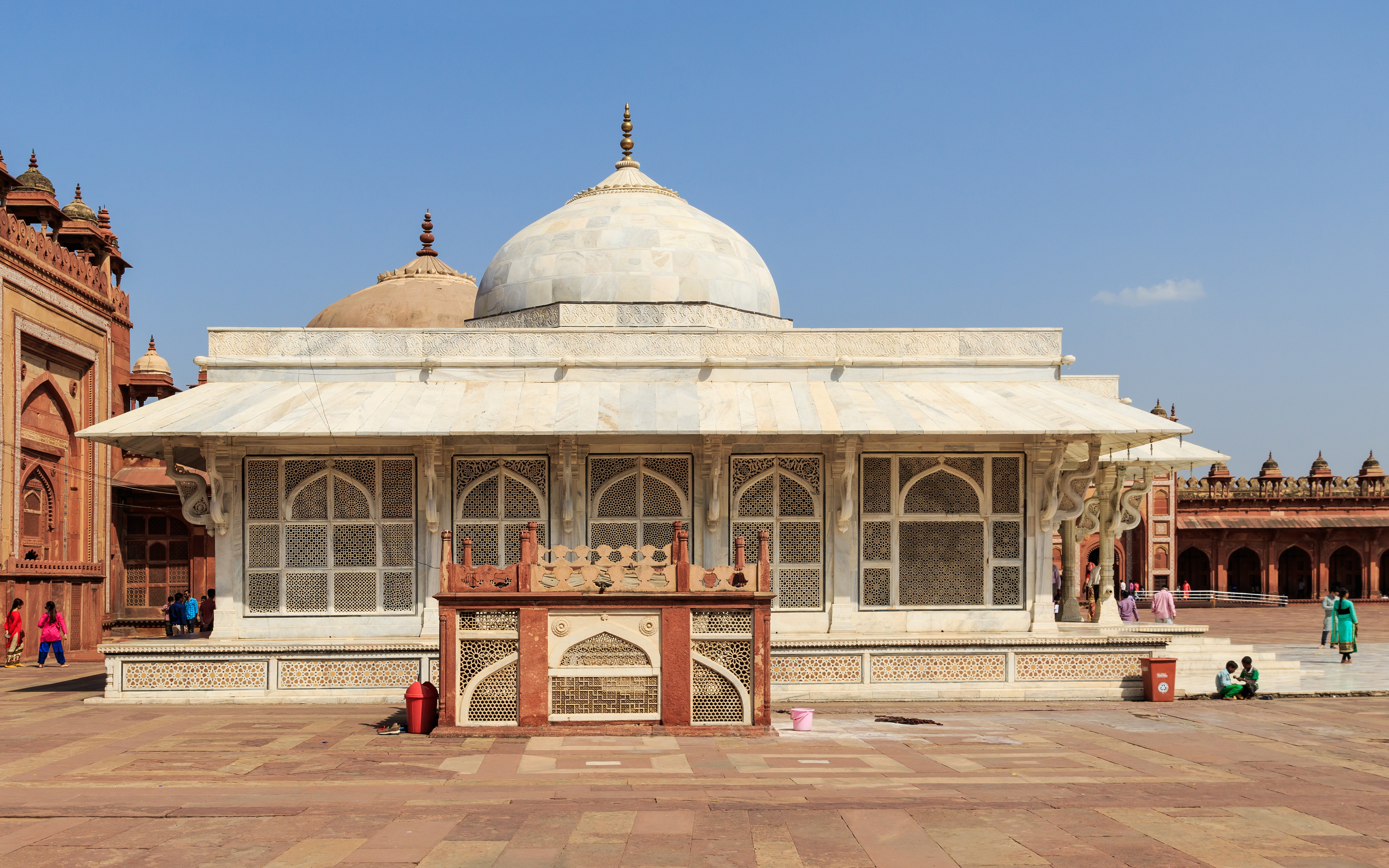
Tumba de Salim Chishti (1580-1581), erigida por Akbar en memoria del jeque al que gustaba visitar.

En el patio de la mezquita se encuentra un pequeño edificio de planta cuadrada (14,63 m de lado), totalmente en mármol blanco. Esta tumba, destinada Salim Chishti, es reconocida como uno de los mejores ejemplos de la arquitectura mogol que se conservan en la India, . y fue construida en 1580-1581.Tiene alrededor de su sala central una pantalla de celosía de manera compleja, uno de los más bellos ejemplos conocidos. Su pórtico está sostenido por excepcionales ménsulas serpenteantes, y en su interior se encontraba un baldaquino de madera con incrustaciones de nácar (según la técnica de la pietra dura). El uso del mármol blanco, sin asociación con la piedra arenisca roja, es también extraordinario en este periodo, y ha dado lugar a varias hipótesis: se trataría de una manera de distinguir visualmente las tumbas de los santos o de que el edificio habría sido reconstruido de forma idéntica en mármol blanco en una fecha posterior (las ménsulas están bien datadas del reinado de Akbar). El problema sigue sin resolverse.

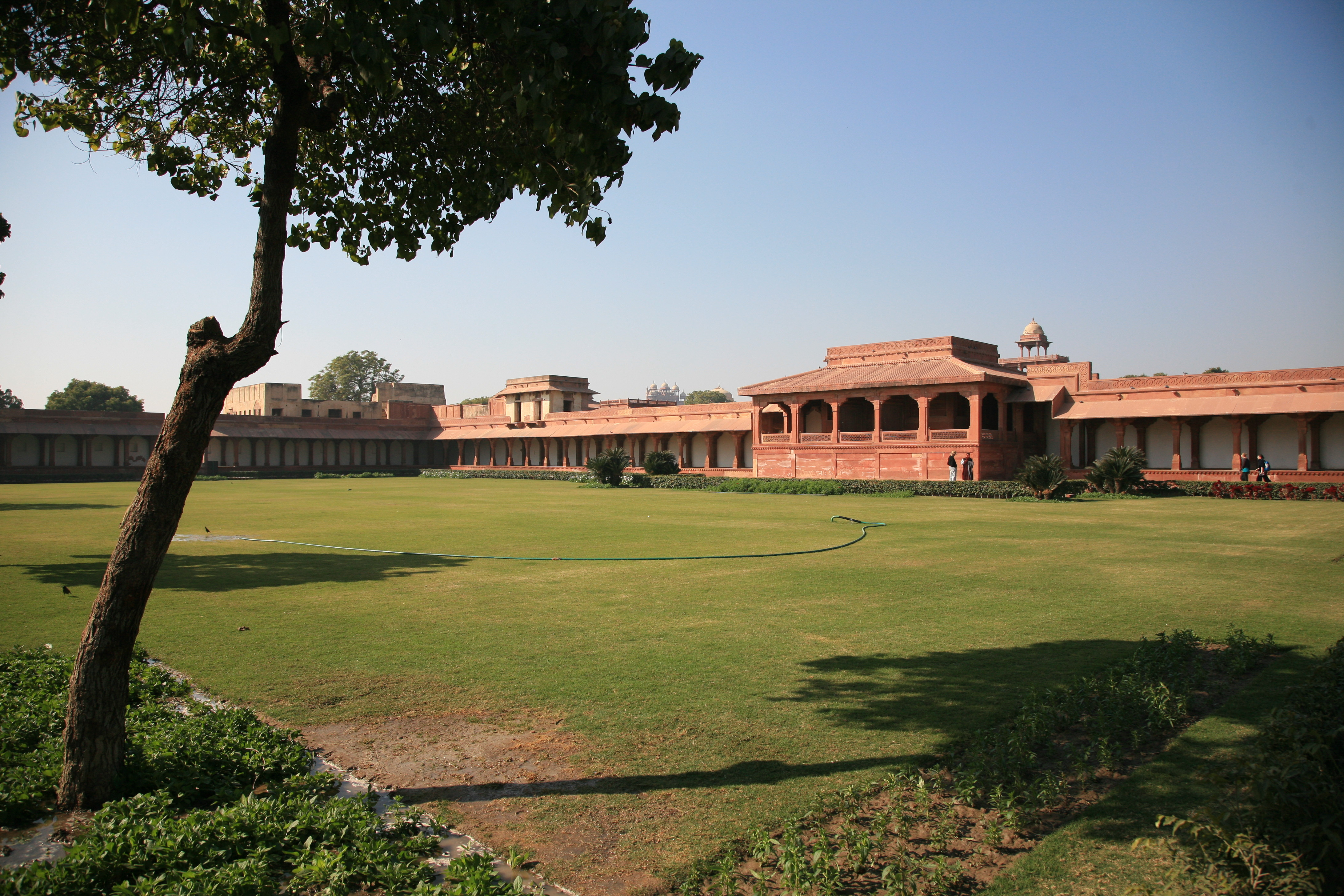
Diwan-i am en Fatehpur Sikri

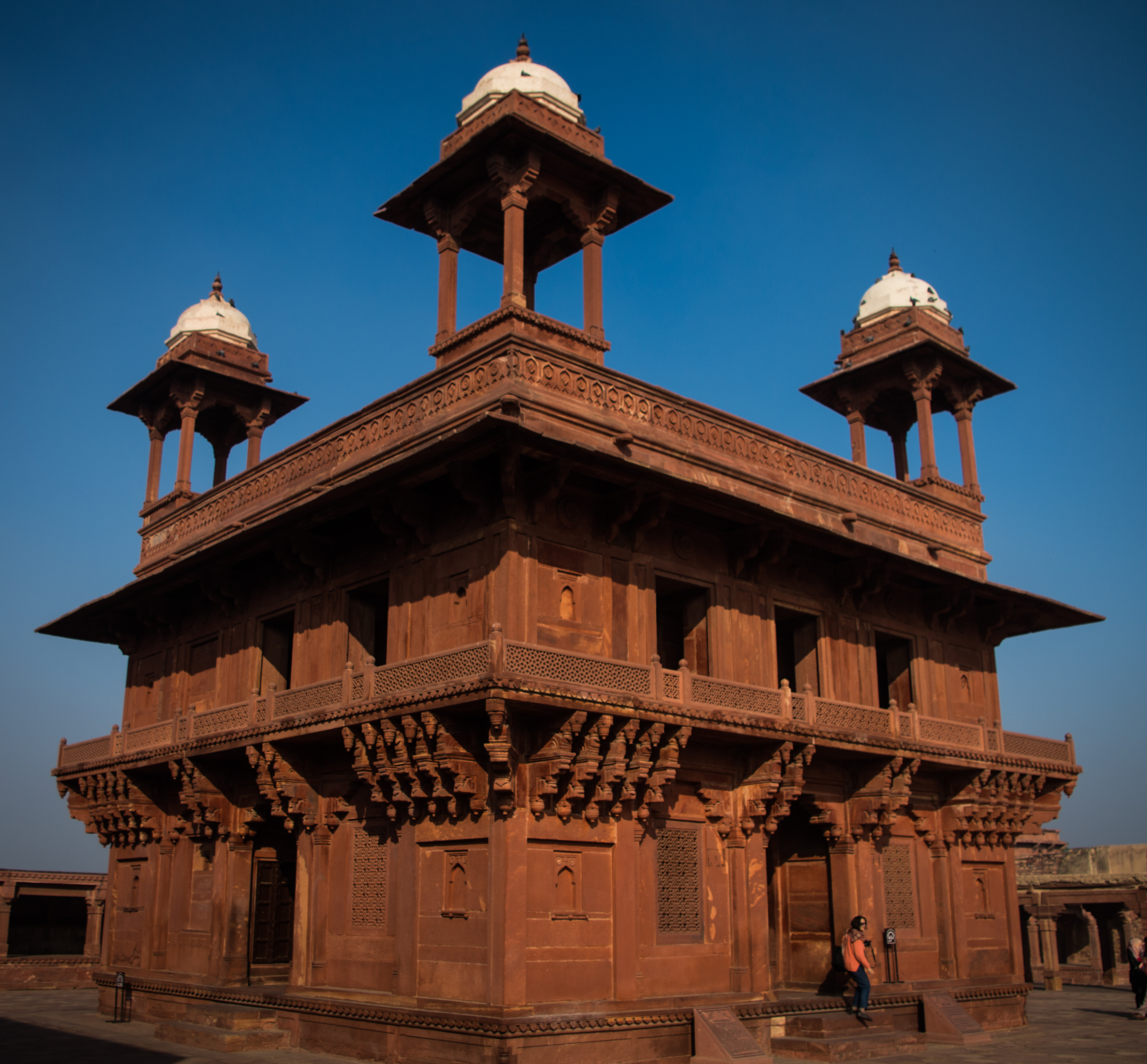
Diwan-e-Khas en Fatehpur Sikri

El barrio palacial es un gran complejo (340 x 275 m), dividido por cuatro ejes paralelos cortados por seis ejes perpendiculares, formando así una suerte de rejilla. Los diferentes edificios están dispuestos a lo largo de una sucesión de patios, lo que a veces plantea dificultades para conocer su función.
El diwan-i Am, o sala de las audiencias públicas, fue una de las primeras edificaciones del conjunto, terminada en 1573. Servía para las audiencias públicas, aunque también para celebraciones y oraciones privadas. Hay una jharôka en el lugar en que en una mezquita se encontraría el mihrab, lo que recordaría sin duda el lugar cuasidivino que había tomado Akbar, apodado "qibla de su pueblo" ('orientación').
El diwan-i Khass, por su parte, tal vez fuera usado para las audiencias privadas, pero no es seguro dado que el nombre le fue dado en el siglo XIX por los turistas británicos. Puede estar inacabado, algunos investigadores piensan que habría planeada una cúpula para cubrirlo todo, pero otros lo destacan como parte de las innovaciones y el sincretismo propio de este periodo, y que se quería fuera así. En el interior, un extraordinario pilar de piedra labrada con un pequeño fuste poligonal, sostiene un desproporcionado capitel que se abre como un copón mediante el vuelo sucesivo de dos hileras de sinuosas ménsulas, que tal vez sirvió de modelo del trono del emperador. Está conectado en las esquinas por puentes, ellos mismos conectados entre sí por un pasillo.
Mientras que el patio del parchís servía como un tablero monumental, en otro, en el de Anup Talao, se encontraba una gran piscina y un pequeño edificio llamado palacio de la sultana turca, que tiene una decoración de bajos relieves con animales y aves que recuerdan el estilo timúrida.
Finalmente también hay que mencionar el Panch Mahal, el edificio más alto del complejo palaciego, cuyo nombre también significa cinco niveles. De hecho, cuenta con cinco plantas hipóstilas con columnas muy decoradas y su techo se completa con chhatris.

#### Palacio de Jodha Bai

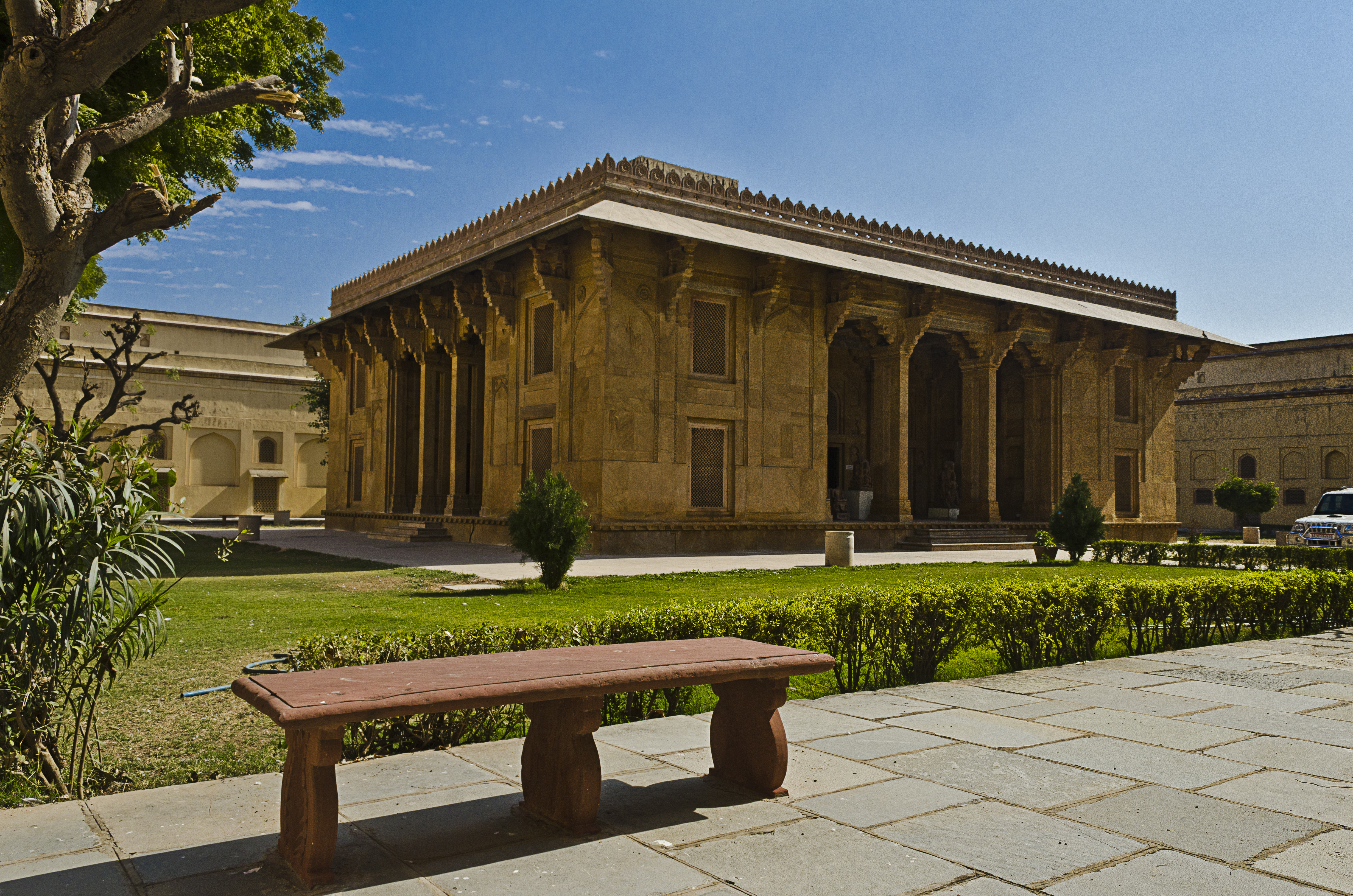
Palacio de Akbar, en el fuerte Akbar, en Ajmer.

El palacio de Jodha Bai, madre de Jahangir y esposa de Akbar, es uno de los más enigmáticos del conjunto y podría haberse hecho antes del reinado de Akbar, porque su interior es completamente rajput. Es el palacio más grande del haramsara (serrallo) de Fatehpur Sikri, conectado a una haramsara menor (donde las damas menos importantes del harem y las criadas habrían residido). El haramsara era la zona donde vivían las mujeres reales, al que se llegaba desde el lado Khwabgah, separado por una fila de claustros. Según Abul Fazl, en Ain-i-Akbari, el interior del harem era guardado por las mujeres mayores y activas, fuera del recinto las protegían y servían los eunucos, y ya una distancia adecuada había fieles guardias rajput.
La entrada principal es de doble planta, sobresaliendo de la fachada para crear una especie de porche que conduce a una entrada rebajada bajo un balcón. En el interior hay un patio rodeado de habitaciones. Las columnas de las habitaciones están decoradas con una variedad de motivos escultóricos hindúes. Los azulejos esmaltados en los techos de Multan tienen un llamativo tono de turquesa.

## El reinado de Jahangir (1605-1627)

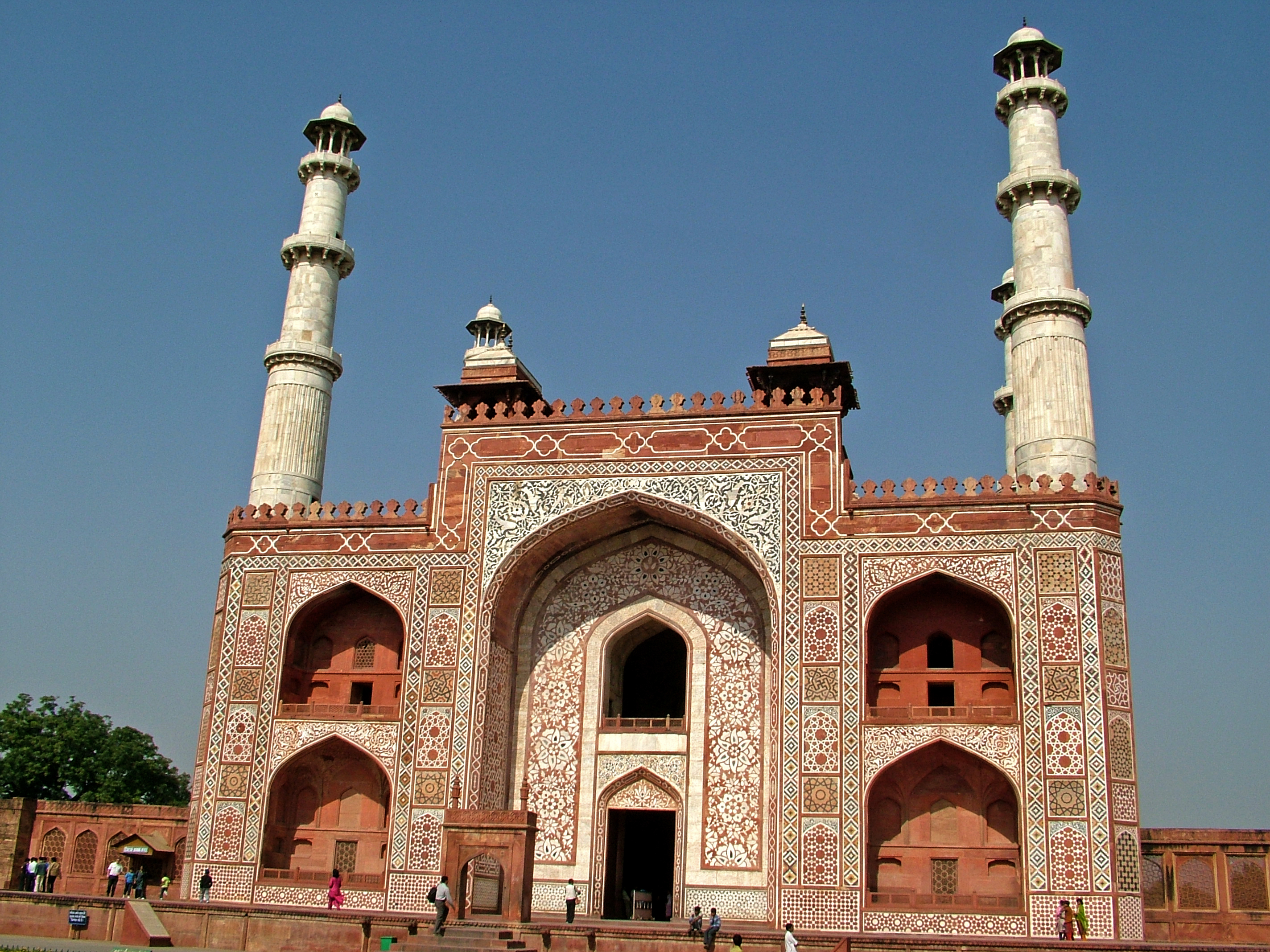
Puerta principal del mausoleo de Akbar.

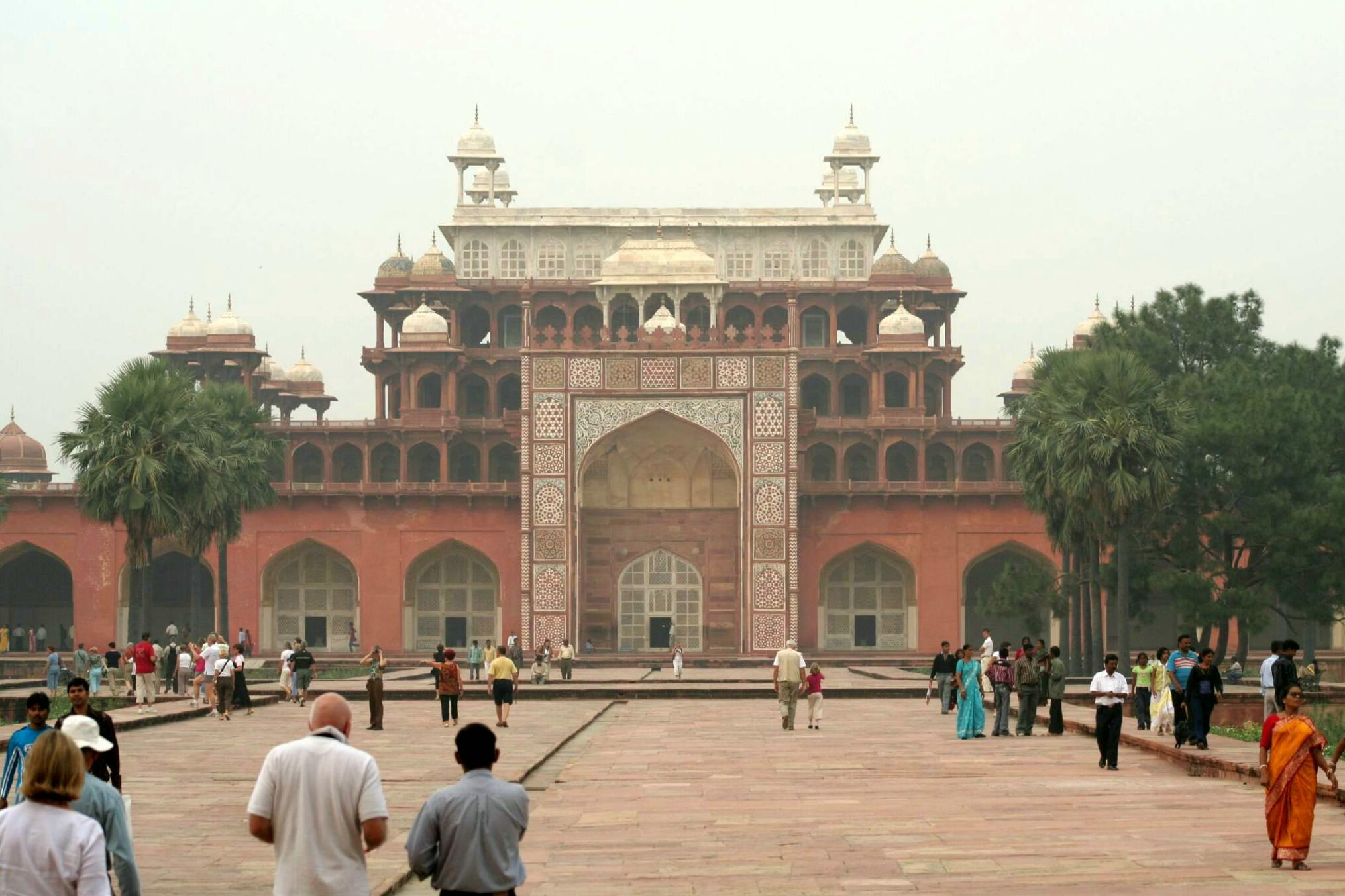
El edificio central del mausoleo de Akbar.

Jahangir (r. 1605-1627) dio muestras de su interés por la arquitectura y en su reinado aparecieron innovaciones importantes —el cambio al mármol blanco como material, el uso de torretas angulares, el trabajo de pietra dura y el gusto por los ramos de flores y los motivos florales— que harán de su gobierno una etapa de transición entre la época de Akbar y la explosión arquitectónica de Shah Jahan.
El primer monumento que se le puede atribuir es la tumba de Akbar, en Sikandra, terminado en 1613, pero que probablemente hubiese ya comenzado en el reinado de su propio padre siguiendo la tradición tártara de empezarlo en vida. Sin embargo, las formas, muy diferentes de las del reinado de Akbar, muestran que la mayor parte de la construcción se llevó a cabo bajo Jahangir, quien, según los textos, no habría conservado más que la potente base, haciendo demoler lo ya levantado. Elevada sobre una gran plataforma, en el medio de un jardín en chahar bagh (756 m de lado), esta tumba de 30 m de altura es muy singular, y sin duda permanece en parte inacabada.
El único acceso se hace a través del portal sur, de planta en hasht bihisht, ya que los otros tres portales no se abren. Los cuatro minaretes, que limitan el monumento, son una innovación para el mundo mogol, incluso si se conocían ya en el Decán en una puerta que presenta esa misma organización. Una vez dentro del jardín, aparece en el centro el gran edificio escalonado de la tumba: la fachada en piedra arenisca roja tiene un gran pishtak central, rematado con un único y delicado chhatri de mármol blanco; el interior está organizado en cinco niveles en torno a espacios hipóstilos, al igual que en el Panch Mahal de Fatehpur Sikri. El último nivel, también en mármol blanco, está constituido por un patio abierto con ventanas de galería y coronado por cuatro chhatris, en que se dispone el cenotafio, presentado a cielo abierto. Algunos investigadores creen que se habría planeado cubrirlo con una cúpula, pero ello no es seguro ya que el cenotafio de Babur también estaba descubierto.
El patrocinio de Jahangir también está presente en la fortaleza de Lahore, donde se le debe un cuadrilátero delante de los jardines. Se observa la presencia de un pequeño pabellón octogonal sobre un estanque, Hiran Minar en Sheikhupura, construido en memoria de una mascota querida, un antílope. Jahangir también hizo rehacer de nuevo las murallas, cuya decoración de cerámica, pasada de moda en el sur, era una característica de esta región (actual Pakistán).
En Cachemira, Jahangir levantó varios jardines: los jardines de Shalimar (shalimar bagh), cuyo nombre será retomado también luego por Shah Jahan para sus jardines en Lahore y Delhir, y Nishat Bagh, a orillas del lago Dal. Al igual que la mayoría de los jardines de los mogoles, están realizados en pendiente, permitiendo el desnivel ver por encima de los muros y crear una gran cascada. Los caminos de acceso están ligeramente sobreelevados, para que los ojos se posen en los parterres; y en los cruce de los caminos o canales se encuentran edificios de varias formas. Los jardines se dividen en tres partes: pública, semipública y privada.

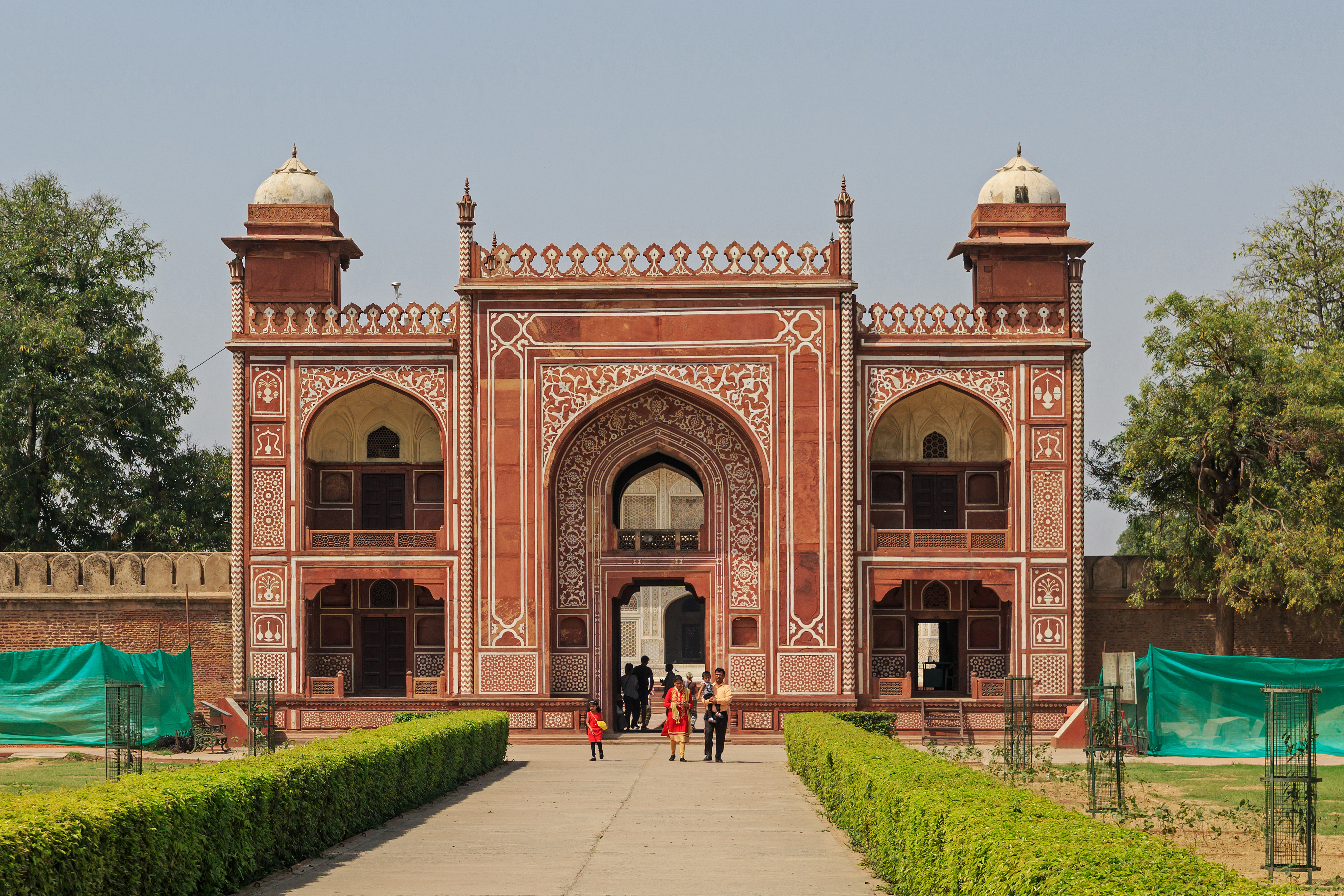
Puerta del acceso oriental al recinto del mausoleo de Itimad-Ud-Daulah. Se observan, en las esquinas de los extremos, motivos de chînî khâna incrustados

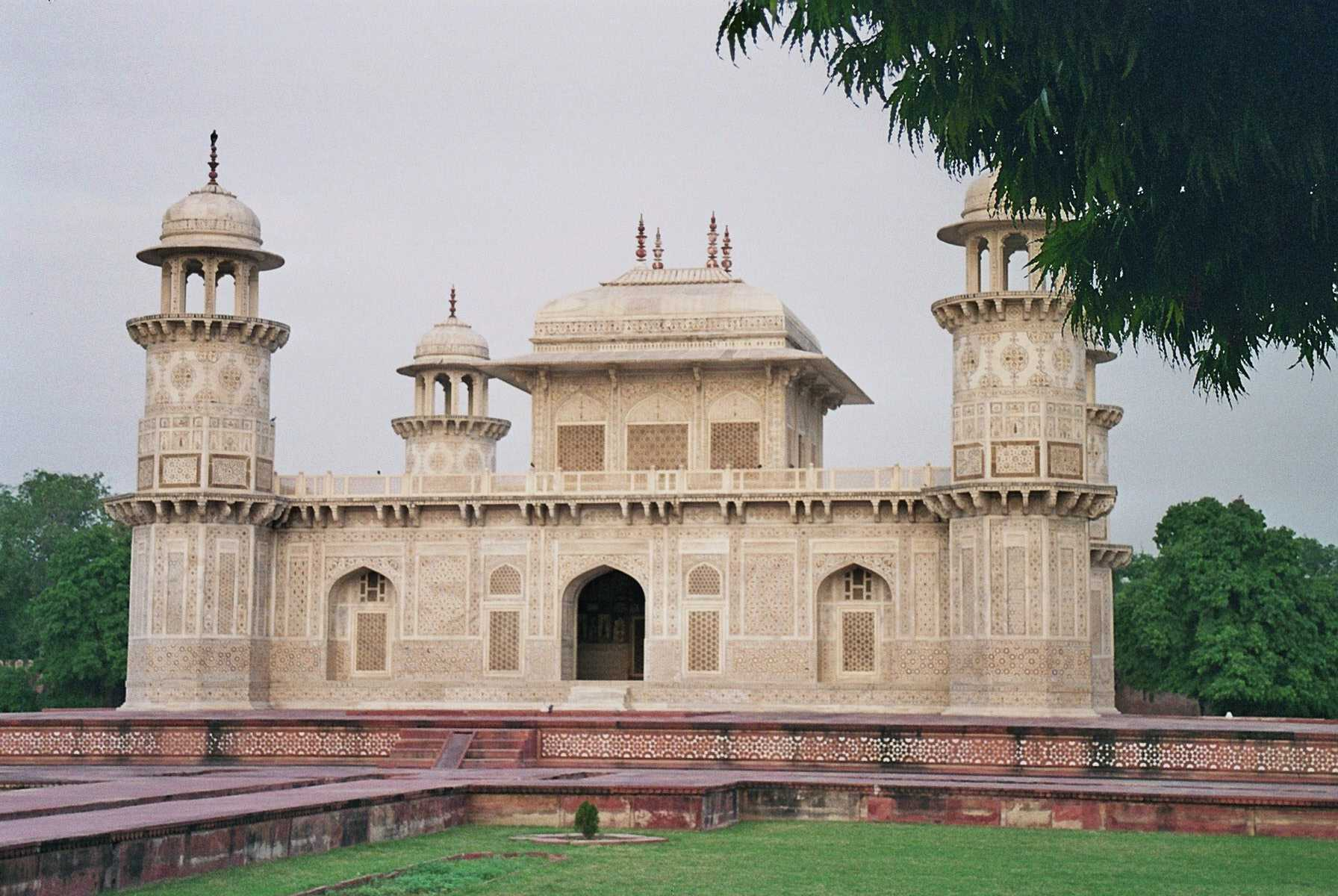
La tumba de I'timâd al-Dawla

El logro más conocido del reinado de Jahangir, sin embargo, no se debe a su propio patrocinio: fue Nur Jahan quien ordenó el mausoleo de su padre I'timad al-Dawla, construido en Agra entre 1621 y 1626. Situado sobre un pódium de arenisca roja con incrustaciones de mármol blanco fue erigido en el centro de un gran jardín en chahar bagh, siendo accesible tanto por el río como por tierra, marcando un pabellón en piedra arenisca roja y mármol blanco cada entrada. El mausoleo en sí está construido enteramente en mármol blanco y está decorado con incrustaciones de arenisca roja, un cambio entre estos dos materiales muy innovador. Flanqueado por cuatro torres octogonales dispuestas en las esquinas que actúan como minaretes, como en el mausoleo de Akbar, la tumba es en realidad un cuadrado de 31 m coronado con un pequeño pabellón de cúpula rebajada, rasgo específico de la arquitectura mogol. Su planta está organizada en hasht bihisht, con el espacio central como cámara funeraria. Tres arcos, cada uno abierto en un lado, hacen posible la entrada en la edificación.
Pero es probablemente la decoración la característica más notable de este monumento. Está hecha con la técnica de la pietra dura, técnica llegada de occidente a través de los regalos diplomáticos y del comercio. Todas las superficies están cubiertas con incrustaciones de piedras de colores extremadamente refinadas: motivos florales y vegetales se despliegan con delicadeza. Se encuentran motivos particulares procedentes de Irán e influenciados por su arte del libro, tal como el tema de los cipreses rodeados de árboles en flor. Pero también se puso en práctica otra técnica decorativa: la excavación de nichos, llamados chînî khâna, que derivan de una influencia de la India hindue y que tal vez sirvieron para exponer objetos de valor de porcelanas chinas, de metal o de pedrerias. Estos nichos no siempre se tallaban en estuco, ya que también podían estar simplemente incrustados, a veces en el interior, de siluetas de botellas o vasos en forma de pera. Por último, hay que mencionar una última decoración: los estucos en abanico, que son una innovación datable del reinado de Jahangir.

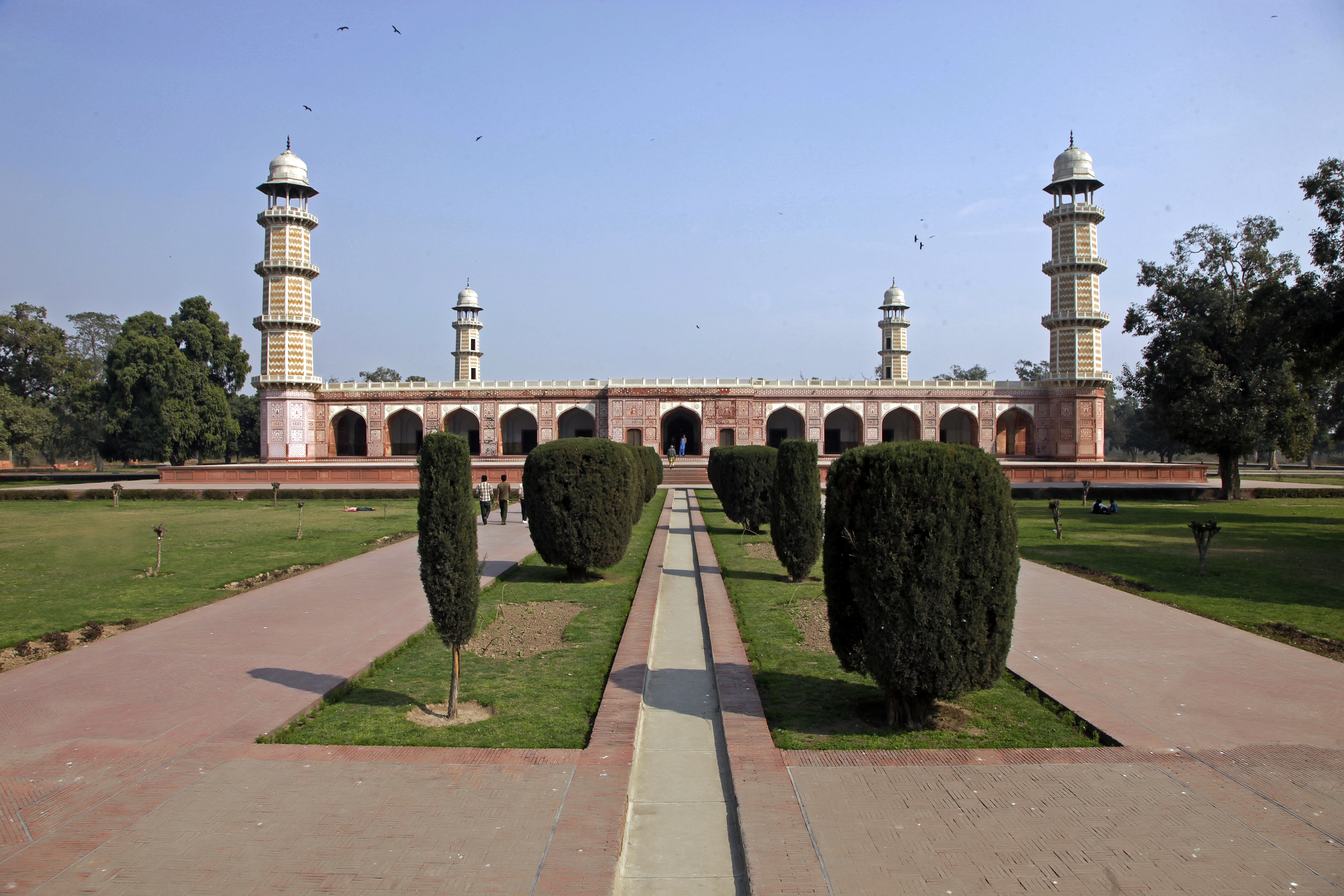
Tumba de Jahangir en Lahore

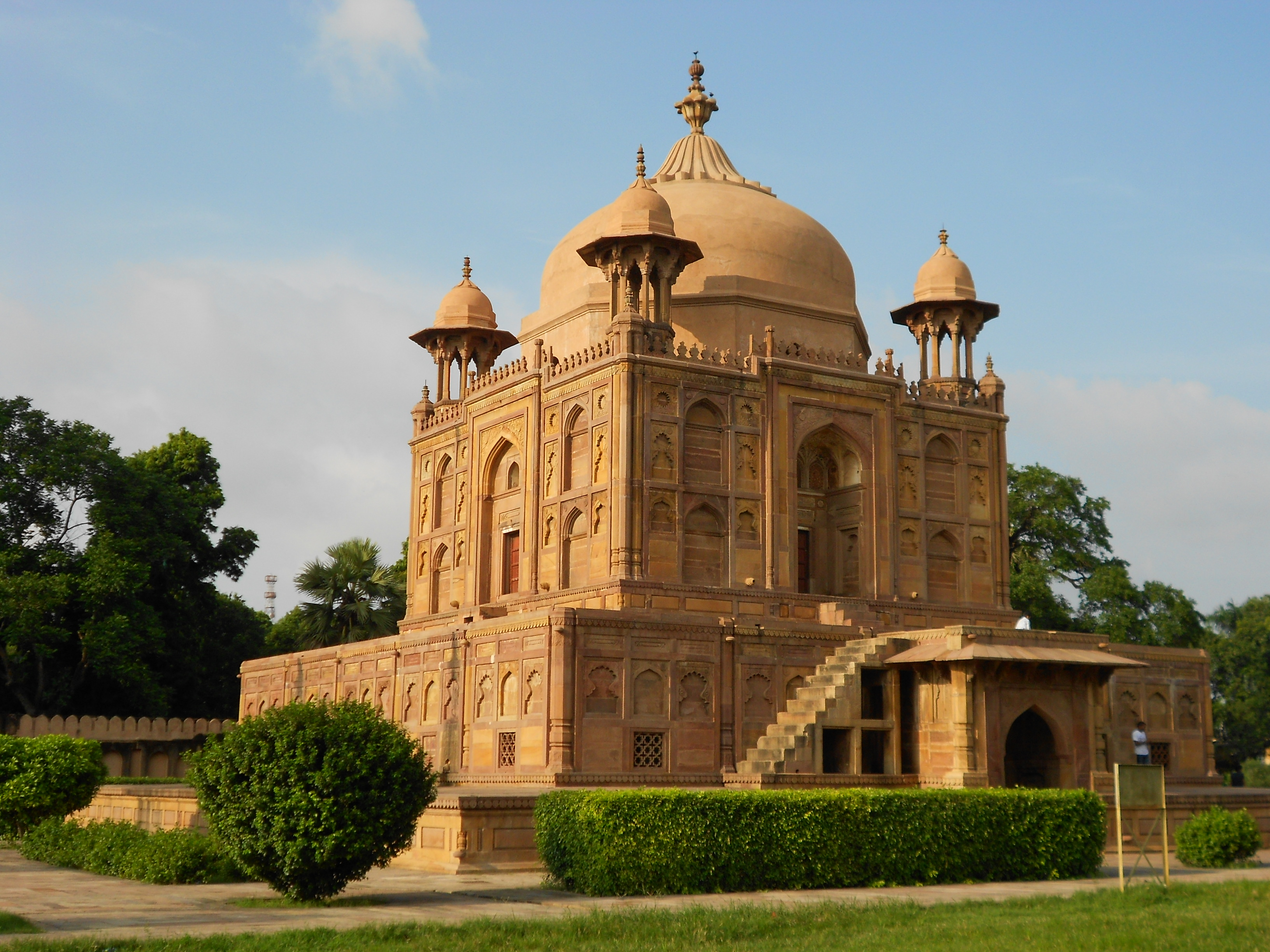
Tumba de Nithar Begum (1624-1625) en Khusro Bagh, Allahabad, India

Otro mausoleo importante del reinado de Jahangir fue el del propio soberano, la tumba de Jahangir que se encuentra en Lahore, y cuya construcción también fue supervisada por Nur Jahan entre 1627-1637. Se trata de un pequeño pabellón situado sobre una gran plataforma y flanqueado por cuatro minaretes. El cenotafio es de mármol con incrustaciones y perforaciones para dejar entrar la luz en la sala situada debajo.
Jahangir también erigió la tumba de su madre Mariyam Zamani Begum, que está a solo 1 km de la tumba de Akbar, cerca de Agra, en un lugar llamado Sikandra.

## Reinado de Shah Jahan (1628-1657): arquitectura mogol clásica
El reinado de Shah Jahan se puede considerar el momento clásico de la arquitectura mogol. Shah Jahan desarrolló un programa arquitectónico muy ambicioso, el más grande de la historia del arte islámico, en el que las principales actuaciones tuvieron lugar en el Fuerte Rojo de Agra, en Delhi, en Ajmer, en Cachemira... Este clasicismo se manifiesta en muchos rasgos, como la importancia dada a la simetría o el uso de un repertorio de formas y de motivos más estandarizados y limitados que antes, como el arco lobulado, que se propaga a lo largo del imperio. El material preferido en esa época es el mármol blanco, sin resaltes de piedra arenisca roja, pero decorado con estuco e incrustaciones.
En lugar de construir enormes monumentos como sus predecesores para demostrar su poder, Shah Jahan construyó monumentos elegantes. La fuerza y la originalidad de los edificios anteriores dio paso a una delicada elegancia y al refinamiento de los detalles, como ilustran los palacios construidos durante su reinado en las fortalezas de Agra, Delhi y Lahore. Es buen ejemplo el Taj Mahal, en Agra, la tumba de su esposa Mumtaz Mahal. La Moti Masjid (la mezquita de la Perla) en el Fuerte de Lahore y la Jama Masjid, en Nueva Delhi, fueron imponentes edificios de su época, y su posición y arquitectura fueron estudiados cuidadosamente a fin de producir un efecto agradable y la sensación de elegancia espaciosa y proporción equilibrada de las partes. Shah Jahan construyó también secciones de la Sheesh Mahal y el pabellón Naulakha, ambos dentro de la fortaleza. También construyó una mezquita que lleva su nombre en Thatta, la mezquita de Shah Jahan y otra en Lahore, la mezquita de Wazir Khan, por Shaikh Ilm-ud-din Ansari que era el médico de su corte.

### Fortaleza roja de Agra

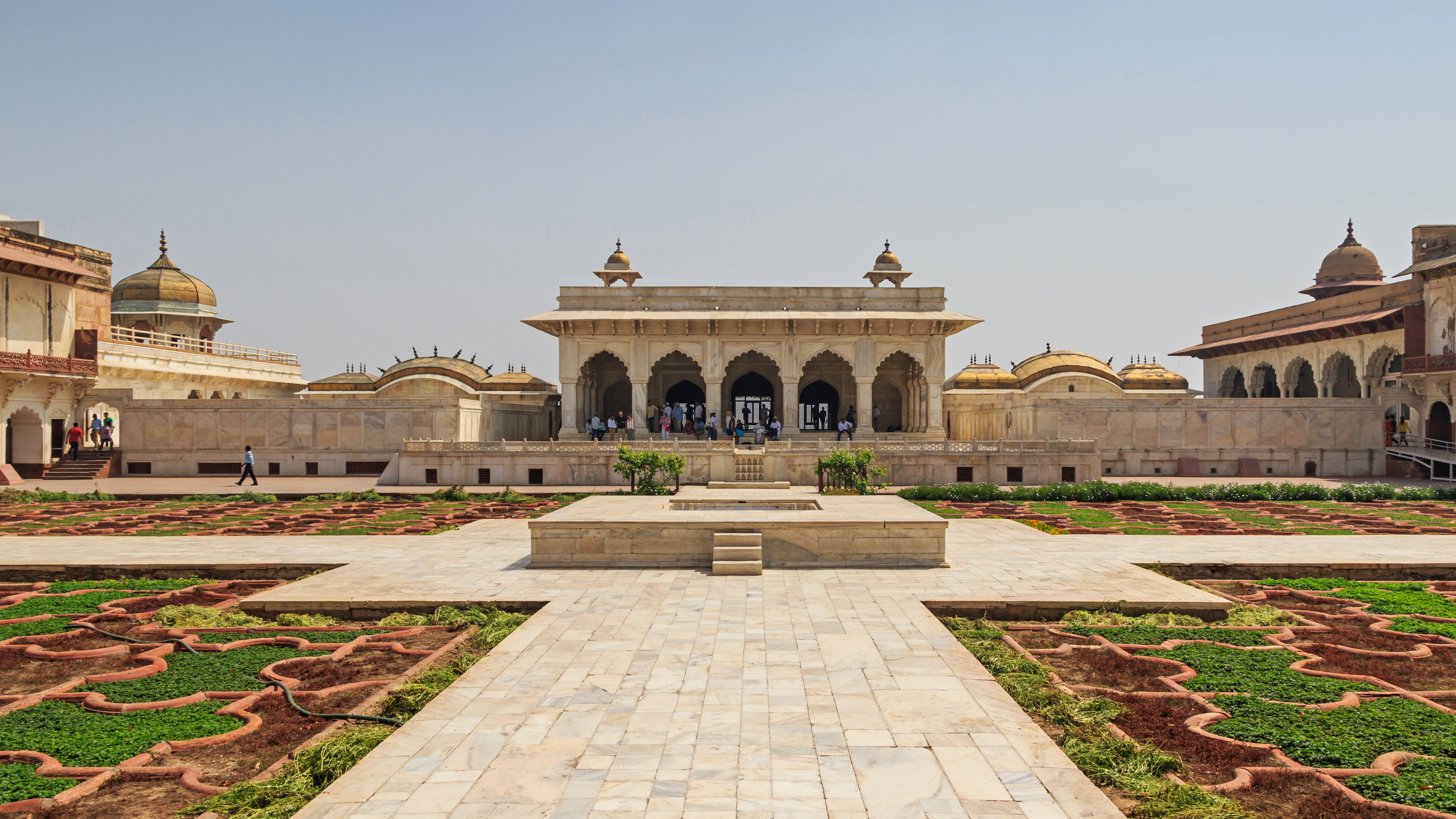
El diwan-i Khass del fuerte rojo de Agrâ visto desde el interior

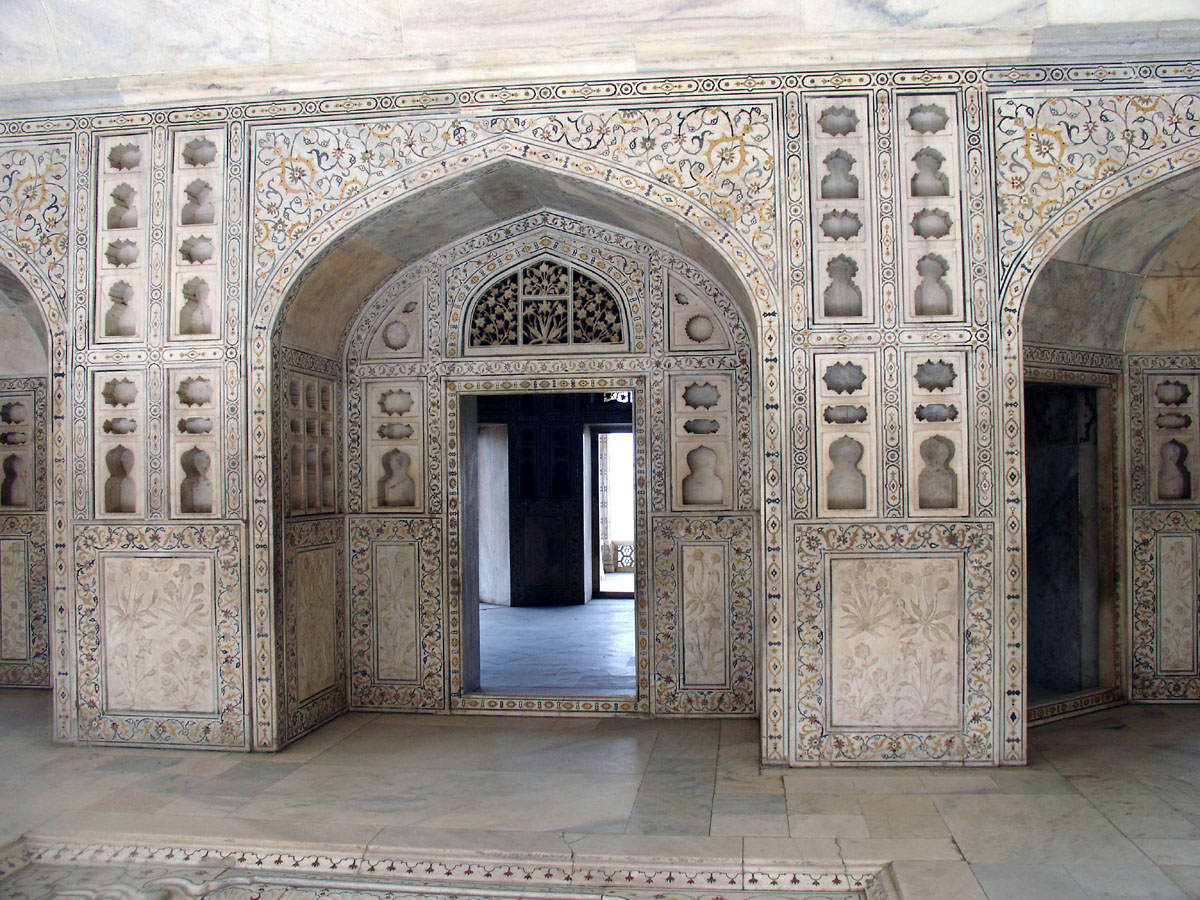
Ejemplo de la decoración del diwan-i Khass

En el fuerte de Agra, el Shah Jahan ordenó la demolición de muchas edificaciones erigidas por su abuelo Akbar para poder reconstruirlo mejor. En la parte pública, organizó el espacio según tres patios que rodean, al este, una plataforma que soporta el edificio principal, el diwan-i 'Am, que dispone un chehel sutun, una nueva sala de audiencias públicas. Aquí, la expresión chehel sutun ('cuarenta columnas' en persa) se toma en su sentido literal, ya que el edificio en realidad tiene cuarenta soportes. Como en algunas mezquitas, esta nueva sala en piedra arenisca recubierta de chuna está marcada por un eje central más largo que conduce a una jharoka de mármol sobreelevada. Cabe destacar la presencia de un tipo de columna característico de Shah Jahan y definible por su base labrada y su fuste de esquinas achaflanadas, variando el tipo de capitel (con muqarnas, facetado, con decoración floral ...).
Otro conjunto importante del fuerte Rojo debido al patrocinio de Shah Jahan es el diwan-i Khass o Khass Mahal, un pabellón con vistas al río rodeado de otros dos pabellones del mismo estilo, llamado bangla, ya que usa ciertas características de la arquitectura bengalí, especialmente el techo curvado. Estos dos pequeños edificios fueron utilizados como ventanas de aparición para el sultán y su hija Jahanara. Cada uno está situado junto a una torre que servía de lugar privado. Estas pequeñas piezas recubiertas de chuna que recuerda mucho al mármol están muy decoradas, sobre todo con motivos de chînî khâna.
La fortaleza de Agra se completó en 1637, pero un pequeño edificio todo de mármol y muy elegante, la mezquita de la Perla, se añadió en 1654. Esta sala de oración presenta en la fachada siete arcos lobulados y está coronada por tres cúpulas bulbosas sobre tambor, así como por chhatris.

### Taj Mahal
El más famoso ejemplo de arquitectura mogola, también en Agra, es el Taj Mahal, la «lágrima en la mejilla del tiempo» según Rabindranath Tagore y considerado uno de los más bellos monumentos de amor y una de las Siete maravillas del mundo moderno, cuando se habla de turismo. Fue construido en 1630–1648 a orillas del río Yamuna por el emperador Sha Jahan en memoria de su esposa favorita, Arjumand Bano Begum —conocida como Mumtaz Mahal quien murió dando a luz a su 14.º hijo. El Taj Mahal requirió 22.000 trabajadores y 1000 elefantes, con un costo de aproximadamente 32 millones de rupias: el extenso uso de incrustaciones de piedras preciosas y semipreciosas y la inconmensurable cantidad de mármol blanco requerido casi dejaron en bancarrota al imperio. El Taj Mahal es completamente simétrico excepto por el sarcófago de Sha Jahan, descentrado en la cripta bajo el piso principal.
El complejo del Taj Mahal se divide en tres partes, tres entornos situados en el mismo eje: un chahâr sû conduce, a través de una puerta monumental, a un jardín en chahar bag en cuyo fondo se encuentra un segundo portal monumental que proporciona acceso a la tumba en sí, construida sobre una plataforma. Este disposición de la edificación principal en el fondo del jardín, y no en la intersección de los ,es bastante innovadora. En el otro lado del Yamuna hay otro complejo bastante enigmático. Jean-Baptiste Tavernier (1605–1689), un comerciante que viajó a la India en el siglo XVII, escribió que estaba previsto la creación de una contraparte al Taj Mahal realizada en mármol negro, lo que parece totalmente erróneo a los investigadores actuales. Un jardín con una gran estanque en forma de loto podría haberse instalado allí, si se cree una acuarela británica del siglo XVIII, por lo que el edificio se reflejaría en el agua.
El portal de acceso hacia el tercer patio es de piedra arenisca con incrustaciones de mármol y se compone siguiendo más o menos el mismo esquema de planta central que el edificio de la tumba, en hasht bihisht. Se observa una fuerte simetría axial y la presencia de dos torretas de esquina. El Taj Mahal se inscribe en la silueta del portal. Representa la culminación de una tradición, tanto en su planta como en el alzado y la decoración, ya que retoma la disposición de la tumba de Humayun en Delhi, pero mejor proporcionado, con cúpulas más bulbosas. Los cuatro minaretes ya no se adosan como antes a la edificación, sino que son autónomos.

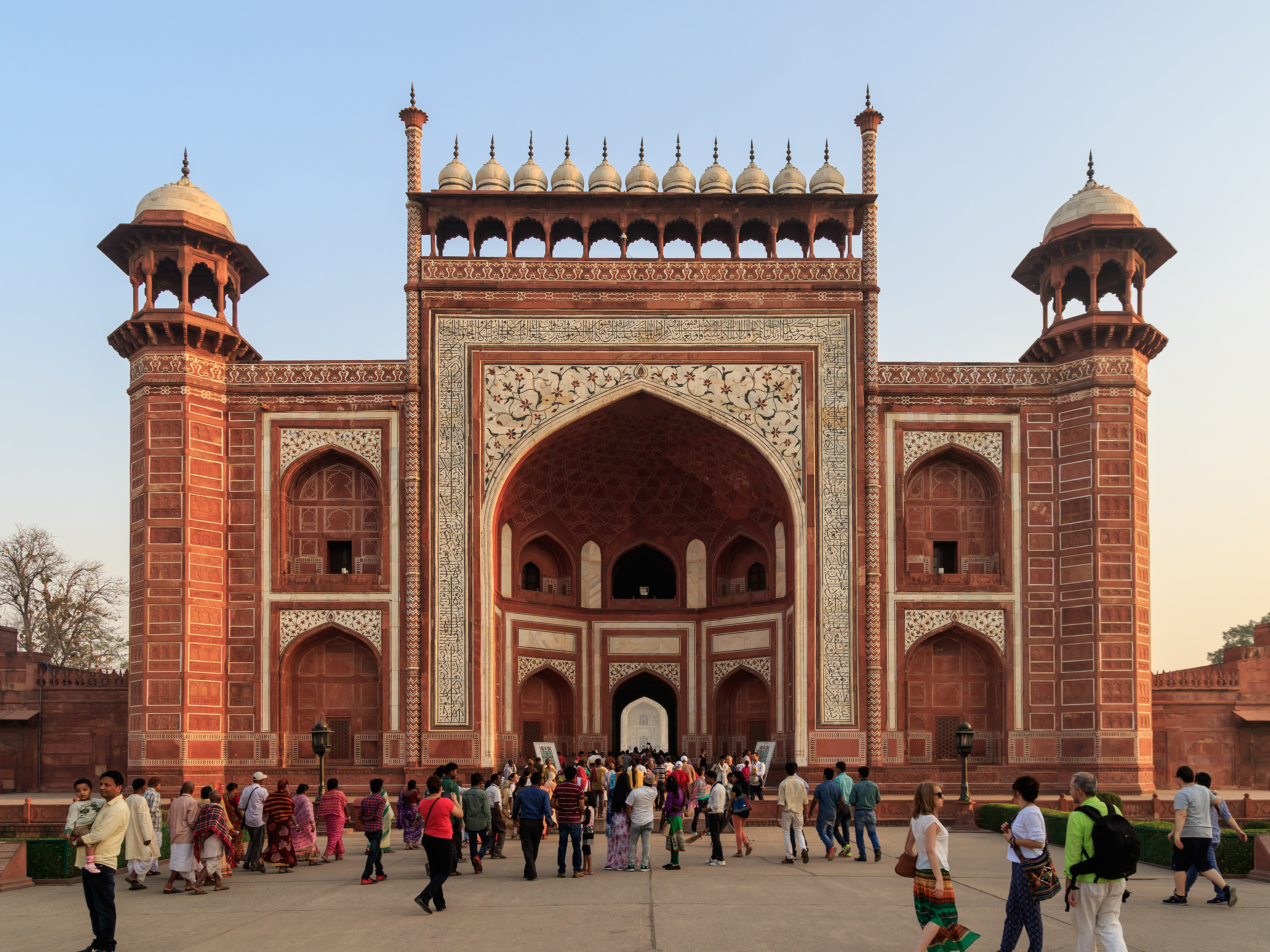
La Darwaza-i-Rauza (Gran Puerta), puerta de acceso hacia el tercer patio

Todo el edificio es de mármol, aunque la plataforma decorada con nichos —en contraste con los dos elementos, mezquita y alojamiento de los peregrinos que lo rodean por debajo— es de piedra arenisca con una puerta de mármol. Según el simbolismo hinduista, el blanco es generalmente reservado para los brahmanes y el rojo para los soberanos. El material proviene de Rajastán y es de muy buena calidad; su color varía de acuerdo a la luz del día. De refinamiento supremo, las juntas se realizaron para que el monumento aparezca perfectamente liso.
La decoración es de varios tipos. Primero incluye citas coránicas sobre temas escatológicos incrustados en negro, principalmente sobre los pequeños iwanes. Según algunos investigadores, el programa de inscripciones podría incluso identificar el Taj Mahal con el trono de Dios en los jardines del Paraíso en el Juicio final. Pero es sobre todo la decoración floral tallada y con incrustaciones la que llama la atención por su naturalismo, acentuado en el interior. Los tipos de flores representadas derivan sin duda de los herbarios europeos llevados a la India por el comercio, que se incluyen en todo el arte mogol desde la década de 1620. Los cenotafios, que tienen probablemente las decoraciones de incrustaciones más bellas de todo el monumento (hay 48 variedades diferentes de piedras en ellas) están rodeados por una jali octogonal que define el espacio central.
La mezquita, que se encuentra un poco más baja, está decorada con mármol y con incrustaciones florales, así como con motivos chînî khâna. Típicas del Shah Jahan, las columnitas de las esquinas presentan en su base un bulbo, mientras que flores con pétalos coronan la base de las cúpulas.

### Shahjahânabâd
Al igual que su abuelo Akbar, Shah Jahan también hizo edificar una ciudad casi ex nihilo, en Delhi. Salida de los limbos entre 1639 y 1648, Shahjahanabad consiste en un semicírculo irregular en la orilla occidental del Yamuna, que cubría la mayor parte de la ciudad de Firuzbad, creada en el siglo XIV. El arquitecto jefe fue Ahmad Lahawri, que ya había supervisado los trabajos del Taj Mahal. La ciudad comprendía amplias avenidas con canales, mezquitas, jardines, bazares, palacios para la nobleza, organizados en torno a jardines en lotes distribuidos por el emperador, y una ciudadela, el Fuerte Rojo, nombrada así por el color de las murallas de piedra arenisca roja.

#### Fuerte rojo de Delhi

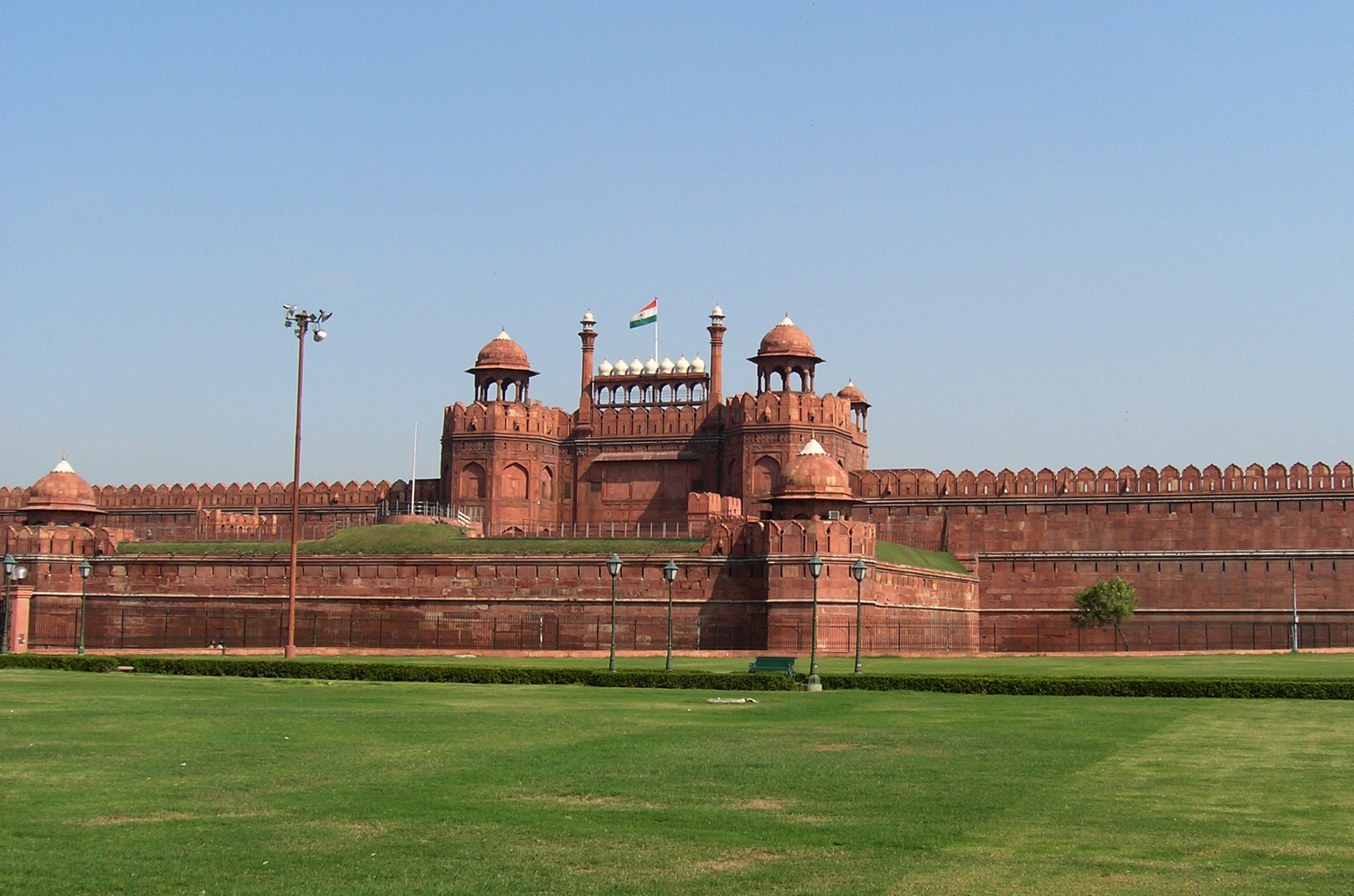
Las murallas del fuerte rojo de Delhi, que fue residencia de la dinastía mogol.

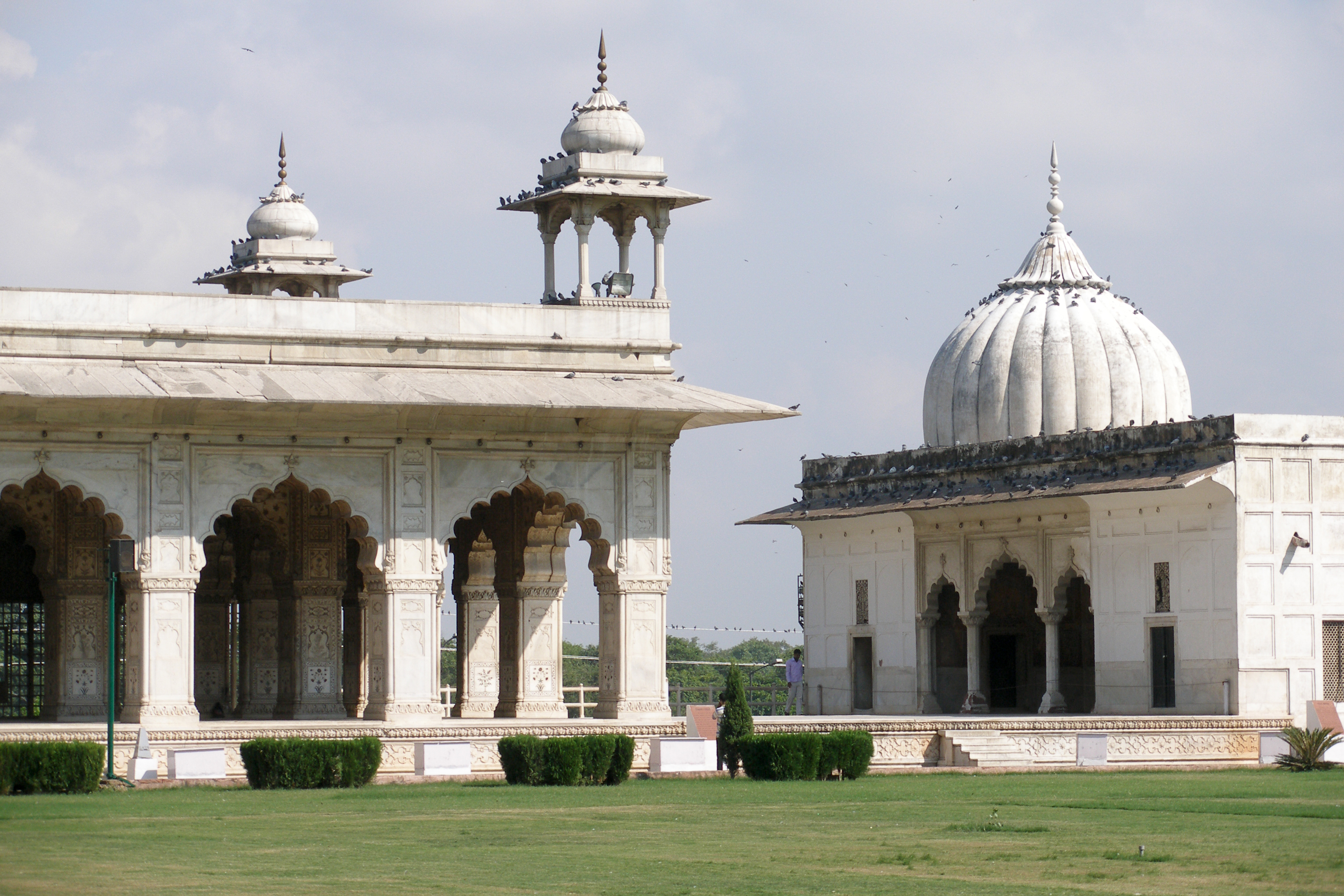
El diwan-i Khass del fuerte rojo de Delhi.

El fuerte Rojo (Lal Qal'a) es un inmenso edificio (656 × 328 m) constituido por una sucesión de patios y jardines alimentados con agua por la desviación del río Yamuna. Abierto con dos puertas, la puerta de Delhi, que lleva a la gran mezquita, y la puerta de Lahore, con senderos de bazares, que tiene varios patios, incluyendo los de las audiencias públicas en el fondo del cual se encuentra el diwan-I Am. Esto lleva a la parte más privada de la fortaleza a través de un jardín en chahar bagh. En él se encuentran, en especial, el diwan-i Khass, un hammam y una torre de aparición.
El diwan-i 'Am, estilísticamente, está muy próximo al de Agra, con sus arcos de nueve lóbulos y sus columnas achaflanadas. Este pabellón de columnas de 57 x 21 m está realizado en piedra arenisca roja cubierta con un estuco que imita al mármol. Tiene una tribuna de mármol destinada al trono del pavo real y que sirve de jharôka. Cubierto con un techo en bangla soportado por columnas de base bulbosa, está decorado con elementos florales tallados e incrustaciones de pietra dura que representan, además de flores y aves, felinos, el símbolo del rey Salomón y una representación de Orfeo, lo que muestra bien la importancia de esta técnica europea y, en especial, de los gabinetes y los sobres de mesas florentinas.
El diwan-i Khass es un pabellón con pilares y arcadas polilobuladas rematadas con cuatro chhatris y decorado con esculturas e incrustaciones. La decoración es bastante cargada y da una gran importancia a las flores. En el hammam, la decoración también está hecha de pietra dura incrustada en el mármol. El agua es muy importante en el Fuerte Rojo. Proporcionada a través de la desviación del Yamuna, sirve para conectar los edificios entre ellos a través de los canales, y, a veces juega un papel decorativo, como en el Shah burj, donde fluye sobre las losas de mármol dispuestas en diagonal.

#### Gran mezquita de Delhi

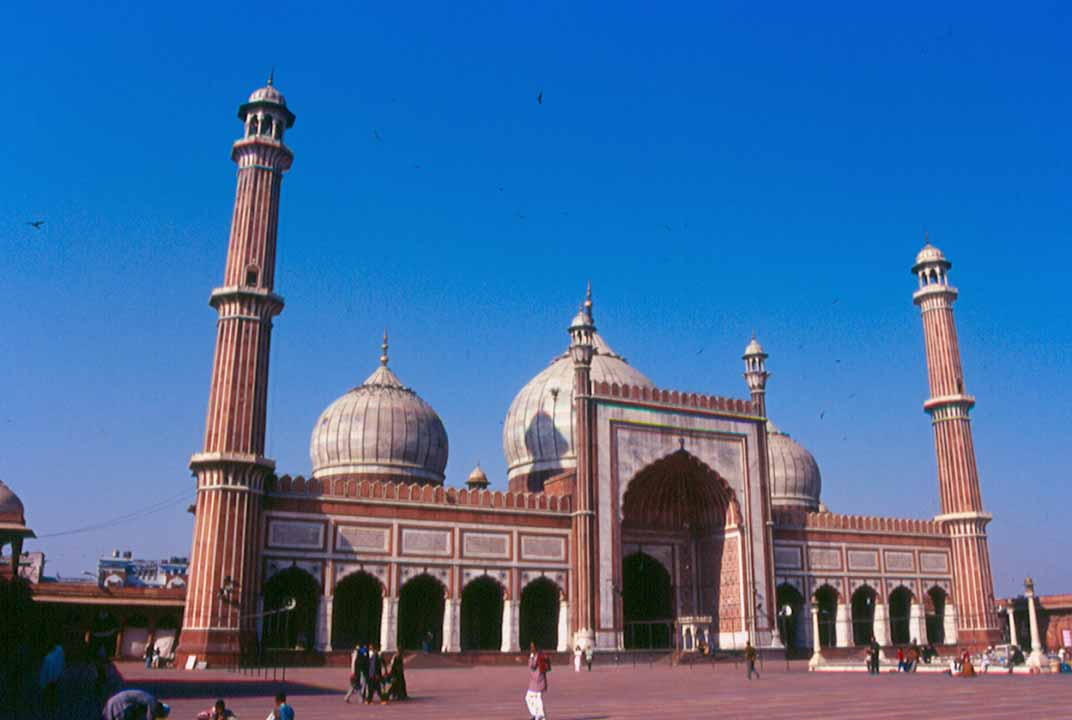
Fachada del haram de la gran mezquita de Delhi

La gran mezquita de Shahjahanabad, también conocida como la Jama Masjid o Gran Mezquita de Delhi, es la más grande de la India. Edificada entre 1650 y 1656, está revestida de piedra arenisca roja. Utilizó para erigirla el esquema de la planta mogol que consta de un gran patio pavimentado y peraltado al que abren tres altas puertas, una a cada lado. El haram se abre con una fachada con un pishtak rodeado de columnas delgadas y rematados por chhatri. Está bordeado por dos esbeltos minaretes coronados también por chhatris y cubiertos por tres cúpulas bulbosas de altos tambores. En el interior, mientras que el minbar es bastante pequeño, el mihrab tiene una dimensión enorme.

### Otras ciudades

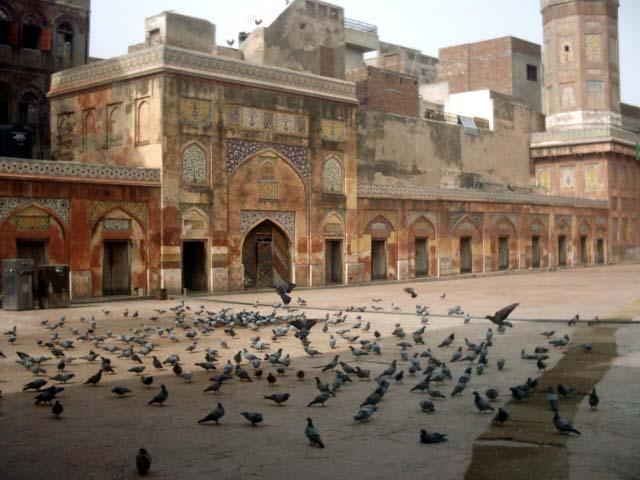
Vista de una de las entradas de la mezquita Vazir Khan desde elpatio.

Otros edificios, directamente debidos al patrocinio de Shah Jahan o al de sus ministros y aristócratas, fueron construidos en las principales ciudades. Así, Vazir Khan hizo construir en 1634-1635 una mezquita a su nombre en la ciudad de Lahore. Erigida según una planta mogol, tiene cuatro minaretes octogonales en las esquinas del gran patio pavimentado porticado (51 x 39 m). La sala de oración se abre por un pórtico monumental y cubierto con cinco cúpulas. Se observa el uso de materiales específicos de la región: ladrillo, cerámica esmaltada, estuco.
Además de las mezquitas, Shah Jahan encargó numerosos bazares, caravasares, pabellones... También fue un amante de los jardines, y de hecho hizo realizar varios en Srinagar, Lahore et Delhi que llevan los tres el nombre de Shalimar Bagh.

## El gobierno de Aurangzeb (1658-1707)

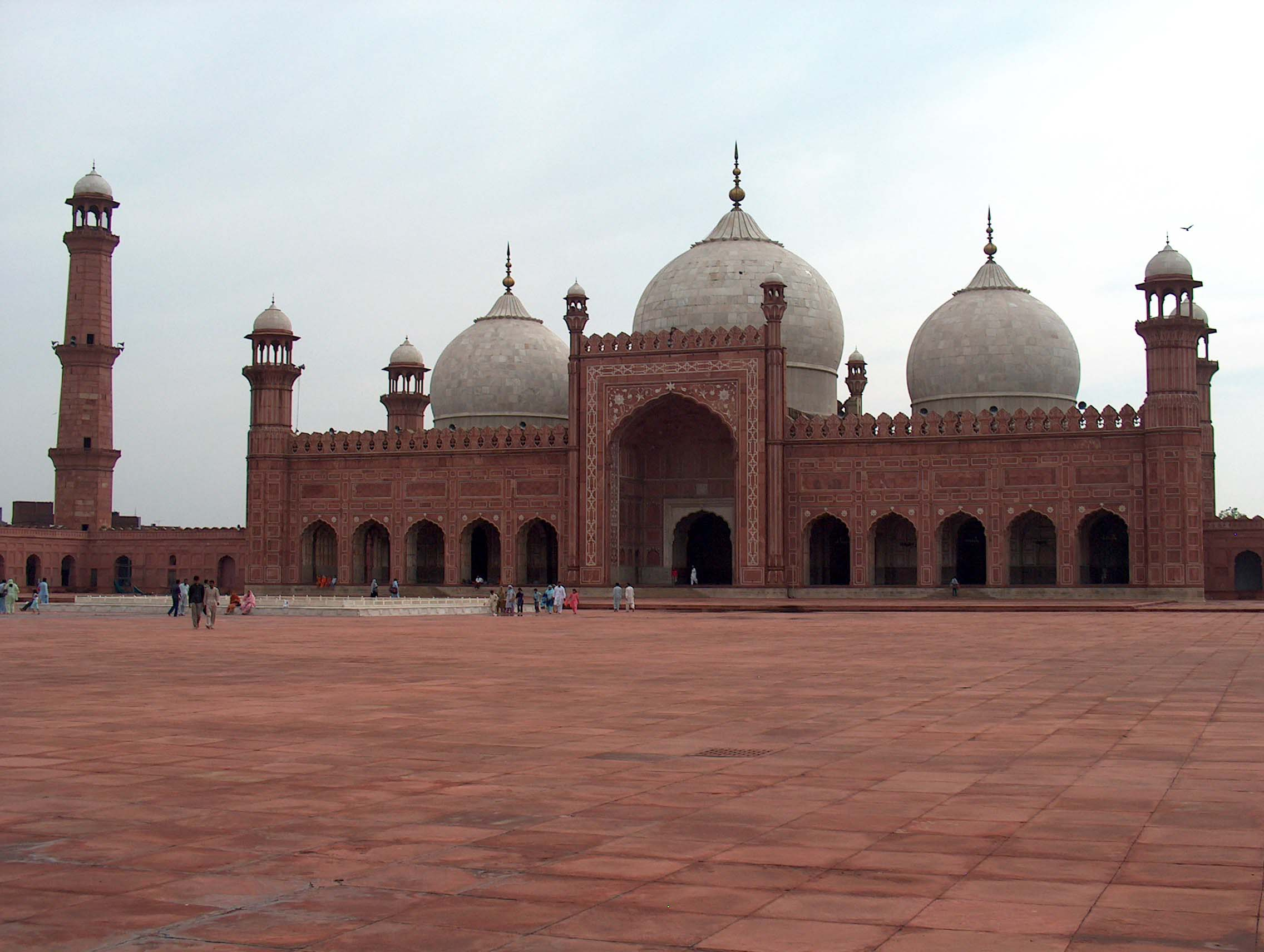
Sala de oración de la Badshahi Masjid, en Lahore (Pakistán)

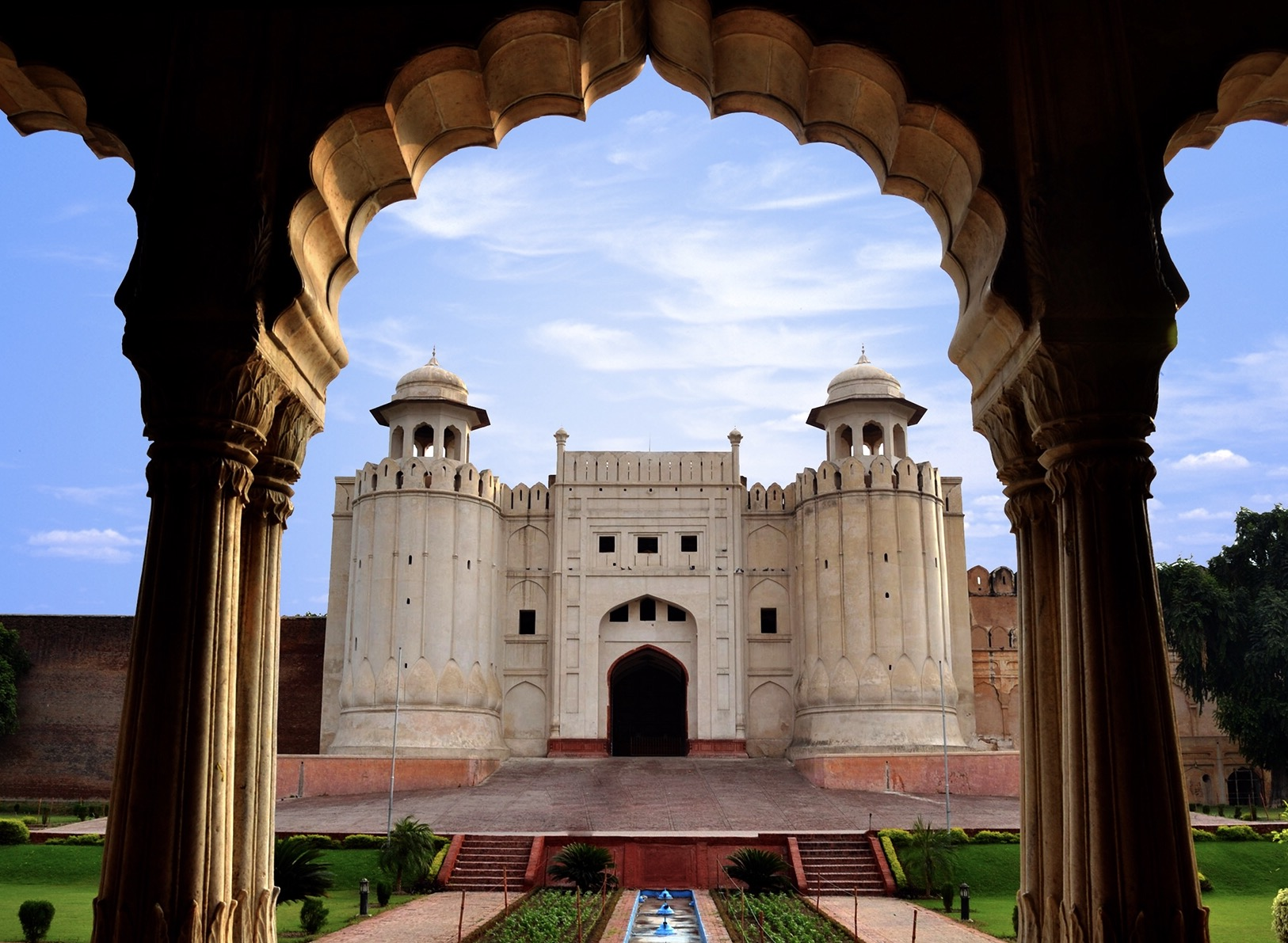
Puerta Alamgiri en el fuerte de Lahore (Pakistán)

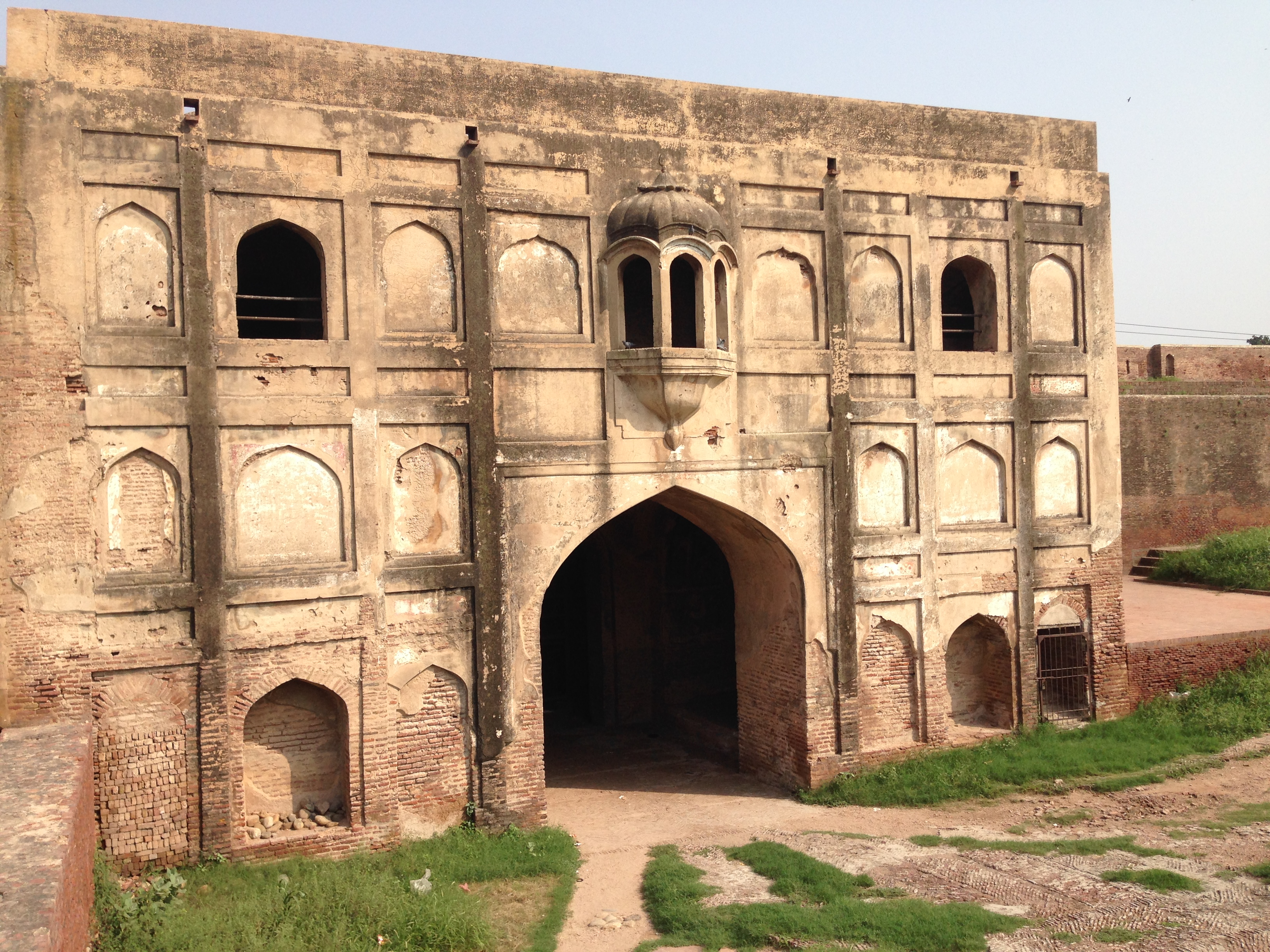
Puerta Akbari en fuerte Lahore

En el reinado del sexto emperador Aurangzeb (r. 1658-1707) el cuadrado de piedra y mármol fue reemplazado por ladrillos o escombros con adornos de estuco. Las ciudades de Srirangapatna y Lucknow tienen ejemplos de la arquitectura indo-mogol tardía. Hizo adiciones a la fuerte de Lahore y también construyó en 1673 una de sus trece puertas —que más tarde fue nombrada en su memoria, puerta Alamgiri—, la entrada principal con su fachada oeste orientada hacia la Badshahi Masjid.
La fuerte religiosidad de Aurangzeb le llevó a construir muchas mezquitas como la de la perla (la Moti Masjid) en Delhi, que retomó el modelo de la mezquita Najina construida por Shah Jahan en Agra, con una nave ventral cubierta en bangla y una fachada curvada en el centro. Pequeña, está hecha toda en mármol, lo que le dio su nombre, y tiene una decoración floral mucho más abundante y exuberante que la usada en el gobierno de Shah Jahan.

### Mezquita Badshahi
La Badshahi Masjid, en Lahore, fue encargada por Aurangzeb. Construida entre 1671 y 1673, fue la mezquita más grande del mundo en el momento de su construcción (hoy es la segunda más grande de Pakistán y la séptima del mundo). La mezquita se encuentra junto al fuerte de Lahore y es la última de la serie de mezquitas aljamas en piedra arenisca roja. La arenisca roja de los muros contrasta con el mármol blanco de las cúpulas y la sutil decoración de inscrustaciones. La planta arquitectónica de la mezquita de Aurangzeb es similar a la de su padre, Shah Jehan, la Jama Masjid en Delhi; aunque esta es mucho más grande. También funciona como un idgah. El patio, que tiene más de 25 000 m² y tiene capacidad para cien mil fieles; diez mil se pueden acomodar dentro de la mezquita.
Sobreelevada en relación con la ciudad, tiene cuatro minaretes en las esquinas del patio (de 59,74 m de altura) y cuatro pequeños que limitan el haram, rematados por chhatris. A diferencia de la mezquita de Vazir Khan, que está hecha de piedra arenisca con incrustaciones de mármol, y no en los materiales de la región. El color de los contrastes con el de las cúpulas, toda de mármol. A pesar de su escala, sus proporciones son particularmente ligeras, sobre todo gracias a los arcos ligeramente polilobulados.
La mezquita es una de las edificaciones mogolas más famosas, pero sufrió mucho bajo el reinado del maharajá Ranjit Singh. En 1993, el gobierno de Pakistán incluyó la Badshahi Masjid en la lista tentativa del patrimonio de la humanidad UNESCO World Heritage Site.

### Otros monumentos

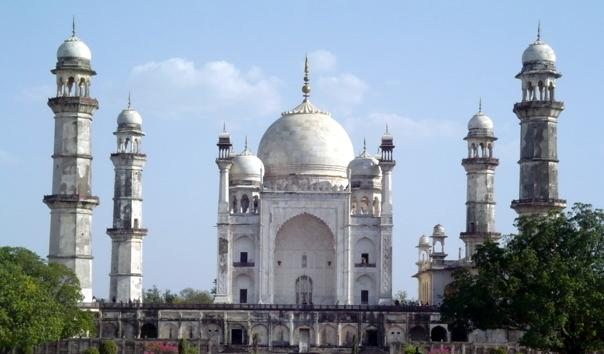
Bibi Ka Maqbara en Aurangabad, Maharashtra

También se le debe a Aurangzeb el mausoleo de su esposa en Aurangabad, Maharashtra. Bibi Ka Maqbara fue construido por el príncipe Azam Shah, hijo del emperador Aurangzeb, como tributo de amor a su madre, Dilras Bano Begam. Se basa en el mismo principio compositivo que el Taj Mahal: una edificación cupulada sobre una plataforma rodeada por cuatro minaretes destacados. Sin embargo, las proporciones del edificio, torpes, hacen que sea estrecho y marcan el comienzo de la decadencia de la arquitectura mogol.

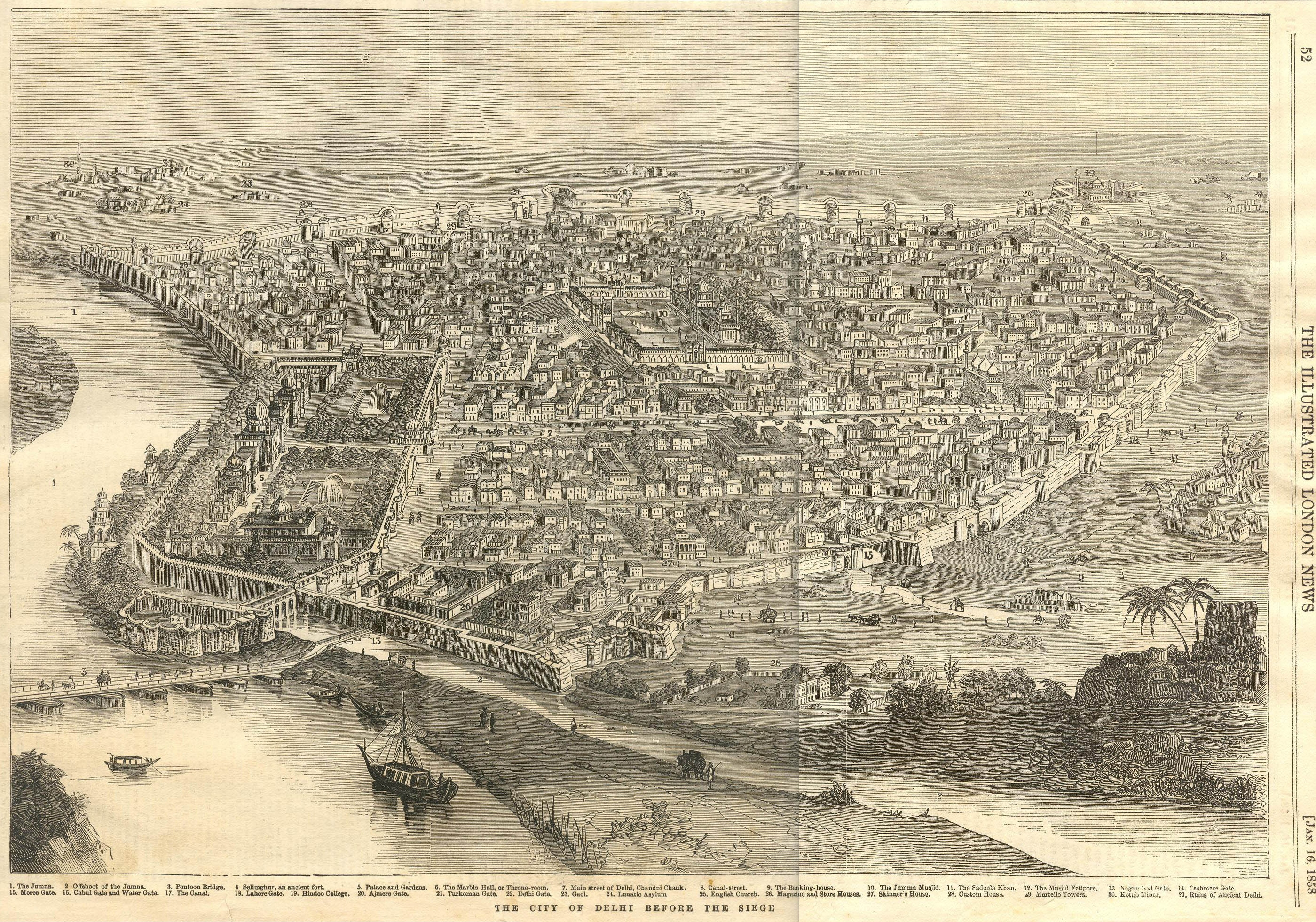
An 1858 illustration of Old Delhi en India, the capital city of the Mughal Empire

Otros monumentos de este período están asociados con las mujeres de la familia imperial de Aurangzeb. La construcción de la elegante Zinat al-Masjid en Daryaganj fue supervisada por Zinat-al-Nissa, la segunda hija de Aurangzeb. La hermana de Aurangzeb Roshan-Ara murió en 1671. La tumba de Roshanara Begum y el jardín que la rodea se abandonaron durante mucho tiempo y ahora se encuentran en un avanzado estado de descomposición.
Otra edificación de la era mogol es el fuerte Lalbagh (también conocido como "fuerte Aurangabad"), un palacio-fortaleza mogol en el río Buriganga en la parte suroeste de Daca, Bangladés, cuya construcción se inició en 1678 durante el reinado de Aurangzeb.

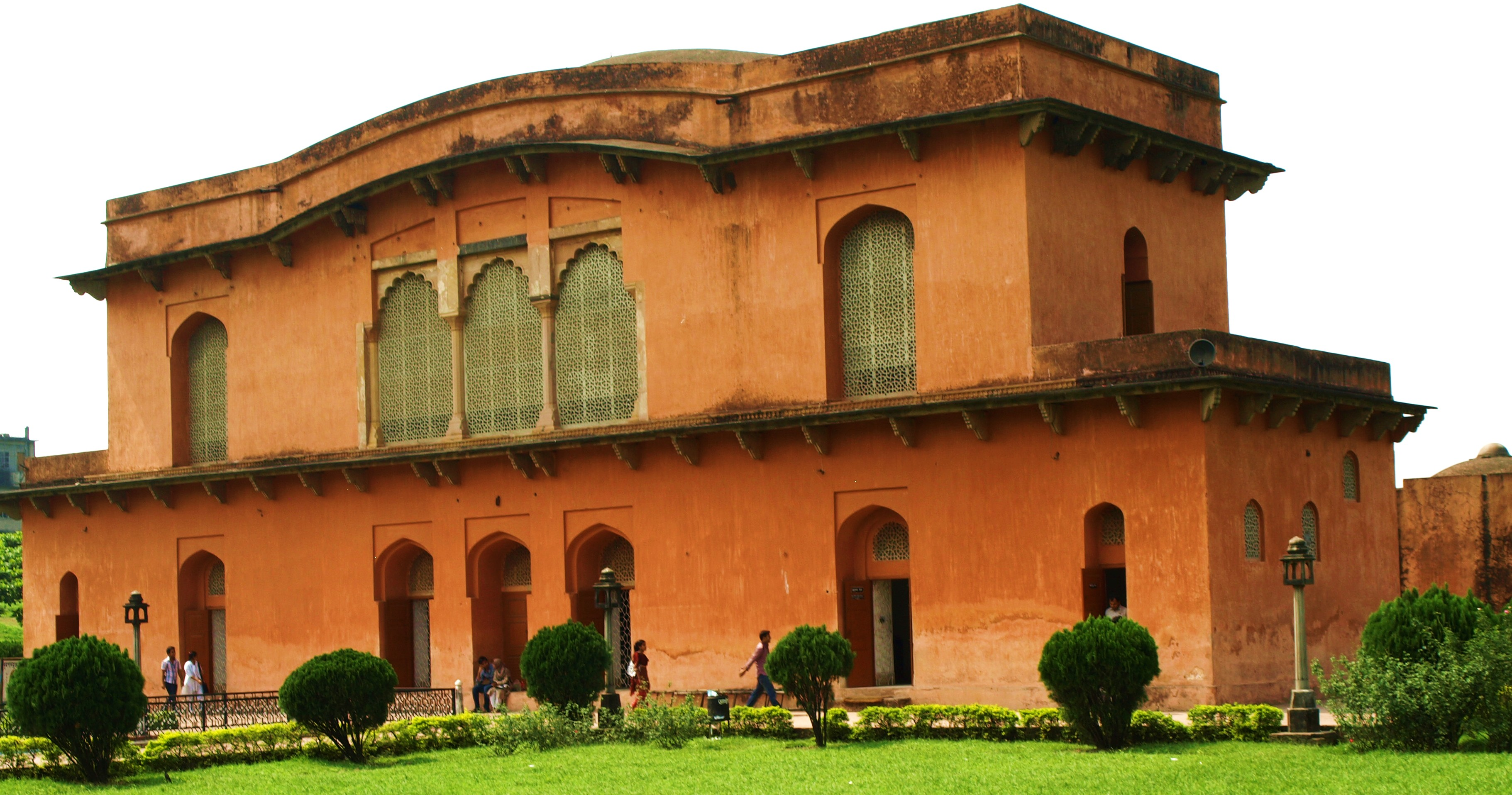
Fuerte Lalbagh en Daca, Bangladés

## La arquitectura mogola de los siglosXVIIIyXIX

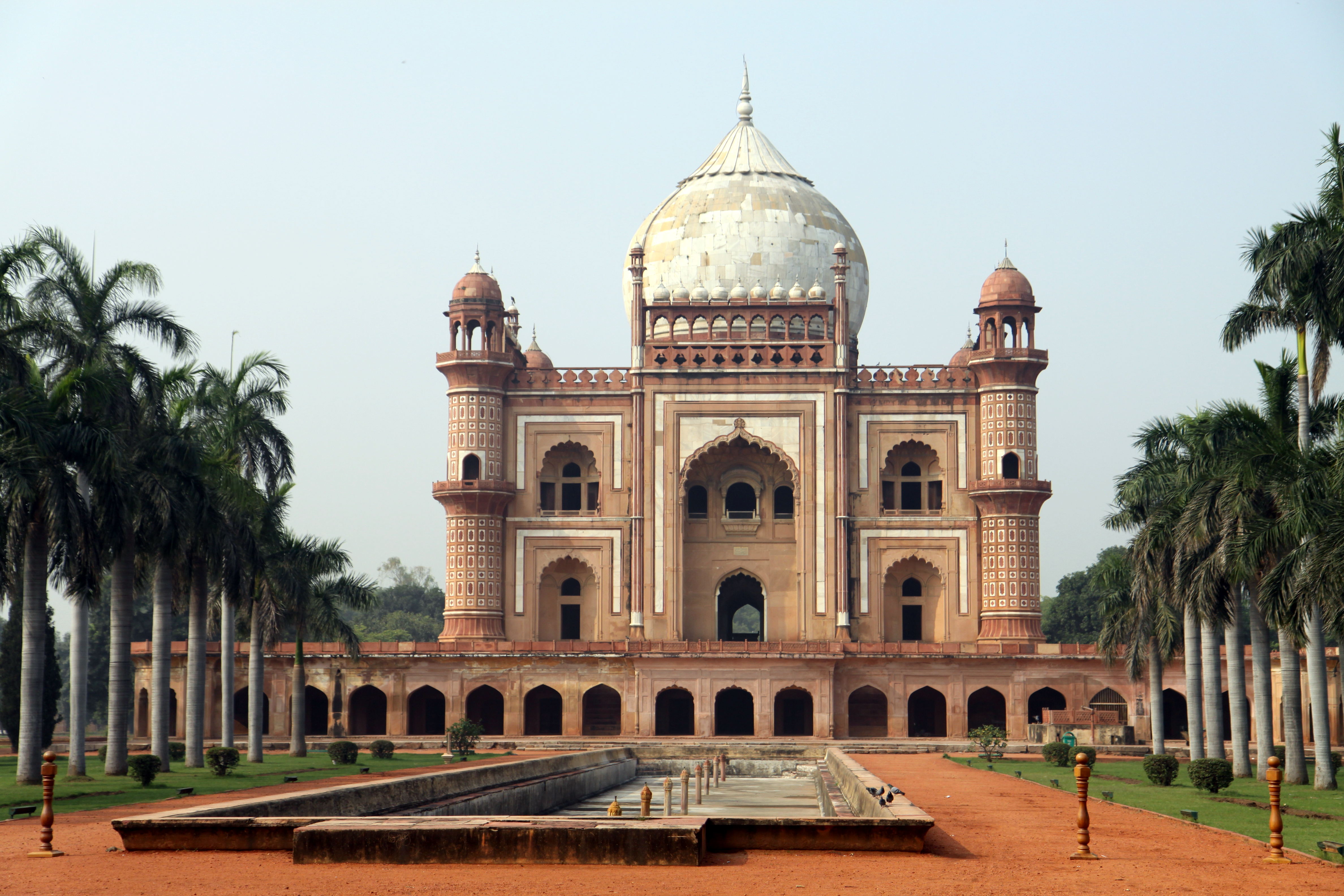
Mausoleo de Safdarjung, construido en Delhi en 1753-1754

En el siglo XVIII, el patrocinio de arquitectura se hizo independiente de la corte: fueron los líderes locales, recelosos del poder centralizado de los mogoles, quienes encargaron edificios por su propia cuenta, copiando el gran estilo mogol. El ejemplo más importante y representativo de este periodo es sin duda el mausoleo de Safdarjung, construido en Delhi en 1753-1754. Último gran mausoleo de planta en hasht bihisht, que se inspira en el ejemplo del mausoleo de Humayun, pero modificando mucho sus proporciones hacia la verticalidad.
En el siglo XIX es en Lucknow donde se concentra una gran actividad arquitectónica. Su gran mezquita está decorada con un mosaico de pequeños espejos, una técnica inventada por Shah Jahan y muy utilizada en la arquitectura tardía y Rajput, que lleva el nombre de Shish Mahal.

## Jardines mogoles
Los jardines mogoles son los jardines construidos por los mogoles en el estilo de la arquitectura islámica. Su diseño estuvo muy influenciado por los jardines persas y los jardines timúridos. Hacían un uso significativo de los diseños rectilíneos dentro de los recintos amurallados. Algunas de las características típicas de esos jardines eran las piscinas y estanques, las fuentes y los canales. Los jardines más famosos son los jardines  Char Bagh  en el Taj Mahal, los jardines de Shalimar de Lahore, Delhi y Cachemira, así como el jardín Pinjore en Haryana.

## Puentes mogoles
El puente Shahi de Jaunpur fue construido durante el reinado del emperador mogol Akbar.

## Sources
- Catherine Blanshard Asher (1992). Architecture of Mughal India, Part 1, Volume 4. Cambridge University Press. ISBN 9780521267281.